# Hamburg-HafenCity

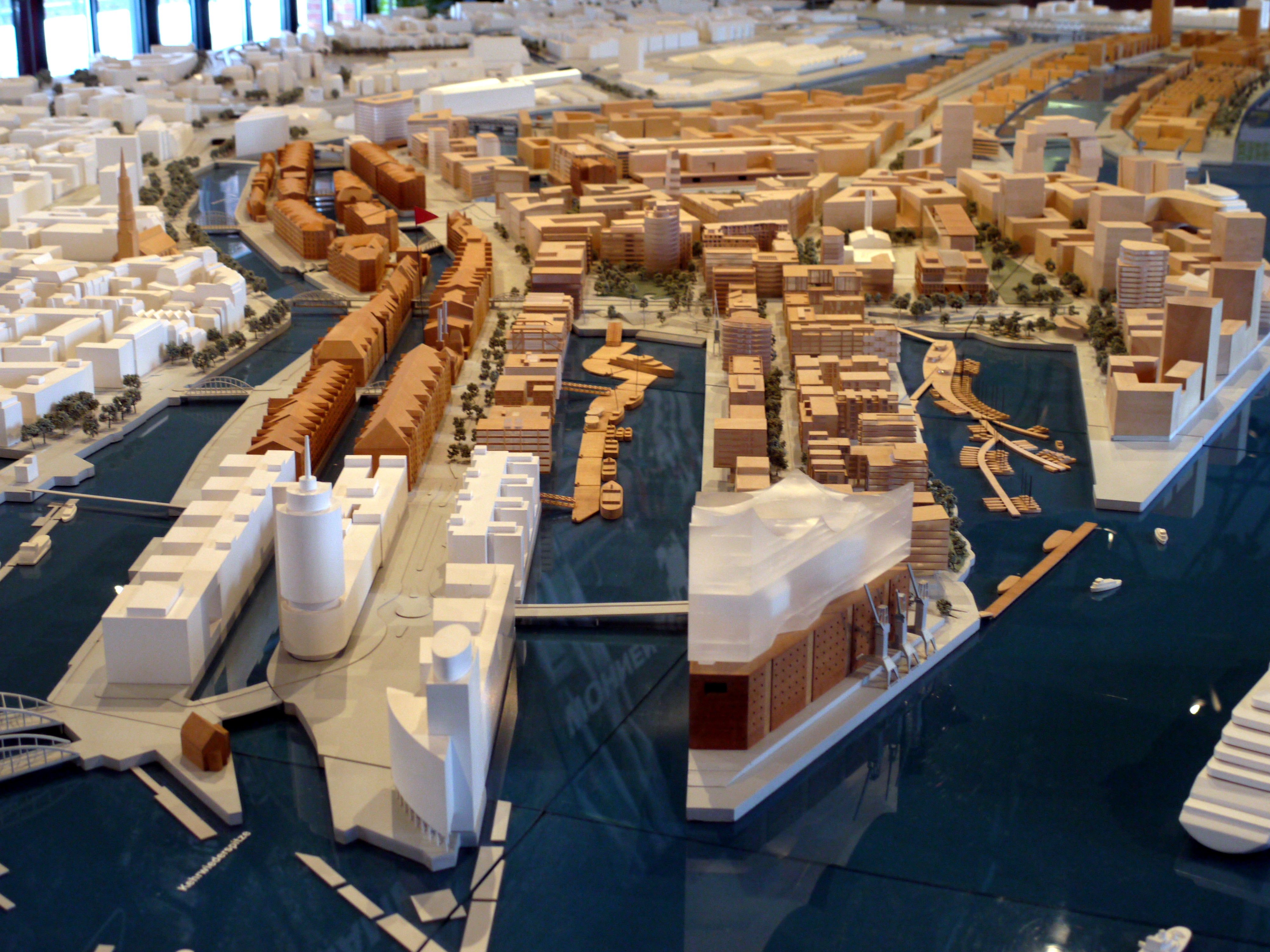
Planungsmodell der HafenCity, Blickrichtung Osten, Januar 2010

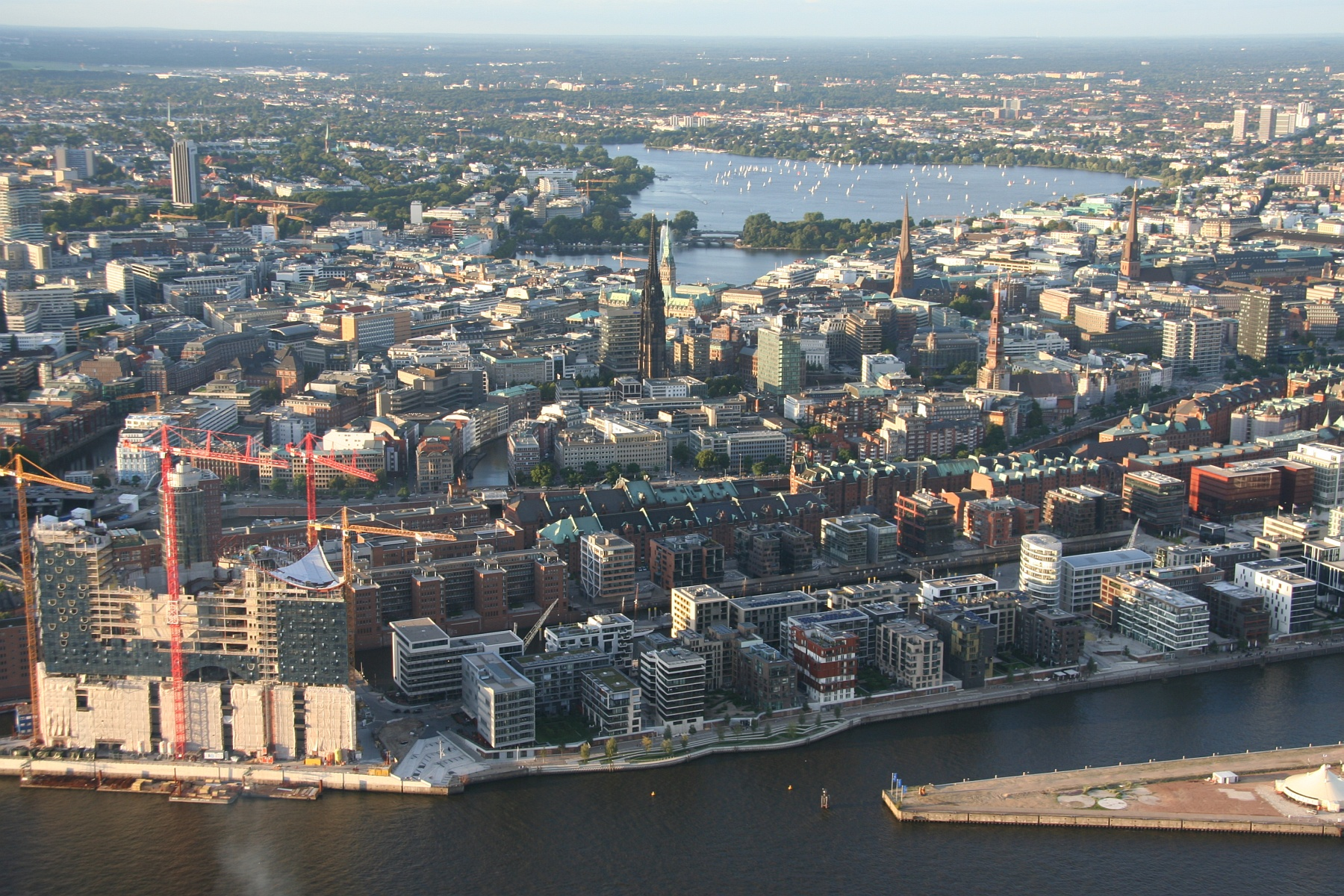
Luftaufnahme, September 2010

Die HafenCity (auch Hafencity) ist ein Stadtteil im Bezirk Hamburg-Mitte der Freien und Hansestadt Hamburg. Sie besteht aus dem Gebiet des Großen Grasbrooks, dem nördlichen Teil der ehemaligen Elbinsel Grasbrook, und der Speicherstadt auf den ehemaligen Elbinseln Kehrwieder und Wandrahm und wurde offiziell 2008 gegründet. Sie grenzt im Norden, durch den Zollkanal getrennt, an die Hamburger Altstadt, im Westen über den Binnenhafen an die Neustadt, im Süden an die Elbe und nach Osten, durch den Oberhafen begrenzt, an Hammerbrook und Rothenburgsort. Der Stadtteil ist vollständig von Fluss- und Kanalläufen umgeben und hat eine Gesamtfläche von rund 2,4 Quadratkilometern.
Im engeren Sinne bezeichnet die HafenCity als Projektname das rund 157 Hektar große Gebiet auf dem ehemals zum Freihafen gehörenden Großen Grasbrook. Die HafenCity erweitert die Fläche der Hamburger Innenstadt um 40 Prozent. Der im Jahr 2000 von der Hamburger Bürgerschaft beschlossene „Masterplan Hafencity“ sah die Vollendung des neuen Stadtteils bis 2025 vor. Die Hafencity Betreibergesellschaft gab 2025 an, dass bis voraussichtlich zum Beginn der 2030er-Jahre auf dem Areal Wohneinheiten für bis zu 16.000 Menschen bis zu 3000 Hotelzimmer und Arbeitsplätze für bis zu 45.000 Menschen, vornehmlich im Büro- und Dienstleistungssektor, entstehen. Darüber hinaus wird mit bis zu 10.000 Schülern und Studenten sowie rund 50.000 Kunden und Touristen pro Tag kalkuliert, so dass nach Fertigstellung über 120.000 Menschen täglich den Stadtteil beleben sollen. Es ist aktuell eines der größten innerstädtischen Stadtentwicklungsprojekte in Europa.

## Vorarbeiten
Der erste Spatenstich erfolgte am 9. April 2001, die erste Grundsteinlegung am 20. Juni 2001. 2009 wurde mit dem Teilquartier Am Dalmannkai/Sandtorkai der erste Teil der HafenCity fertiggestellt. Nach Aussage der für die Entwicklung und Vermarktung der HafenCity verantwortlichen HafenCity Hamburg GmbH wurde bereits die Hälfte des im Masterplan zugrunde gelegten Bauvolumens realisiert, befindet sich in Bau oder in der Bauvorbereitung.

## Abgrenzung

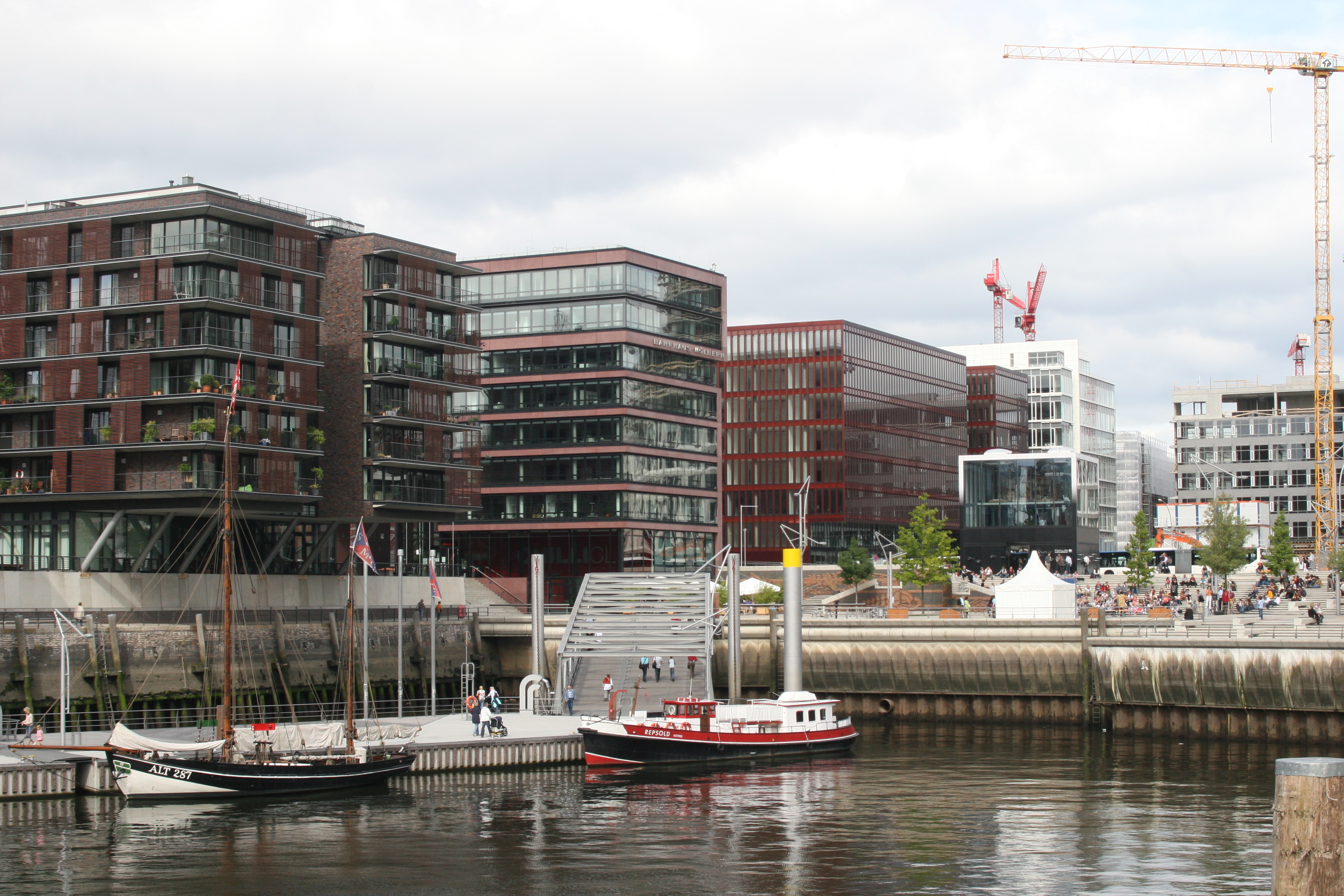
Magellan-Terrassen im Juni 2009

### Stadtteil HafenCity
Am 1. März 2008 wurde die HafenCity durch das Gesetz über die räumliche Gliederung der Freien und Hansestadt Hamburg (RäumGlG) zum eigenen Hamburger Stadtteil erklärt. Er setzt sich aus den ehemaligen Hafenflächen des Großen Grasbrooks sowie der Speicherstadt auf den ehemaligen Inseln Kehrwieder und Wandrahm zusammen und bezieht damit abgetrennte Gebiete der angrenzenden Stadtteile Altstadt, Rothenburgsort und des zusammen mit der Gründung des Stadtteils HafenCity aufgelösten Stadtteils Klostertor ein. Die genaue Grenzfestlegung der beiden Ortsteile des neuen Stadtteils erfolgte am 20. Februar 2007 durch Verordnung des Senates. Fünf Jahre zuvor, am 1. Januar 2003, wurde das Gebiet aus der zollfreien Zone des bis 2012 bestehenden Hamburger Freihafens entlassen, um Wohnbebauung und die Anlegung der entsprechenden Infrastruktur zu ermöglichen.

### Speicherstadt
Durch die neue Gliederung gehört die Speicherstadt verwaltungsrechtlich nicht mehr zur Hamburger Altstadt, sondern bildet den nördlichen Bereich des Stadtteils HafenCity. Dennoch wird unter dem Begriff HafenCity gemeinhin das im Fokus der Stadtentwicklung stehende ehemalige Hafennutzungsgebiet verstanden und die Speicherstadt als eigenständiges Quartier betrachtet.

## Geschichte

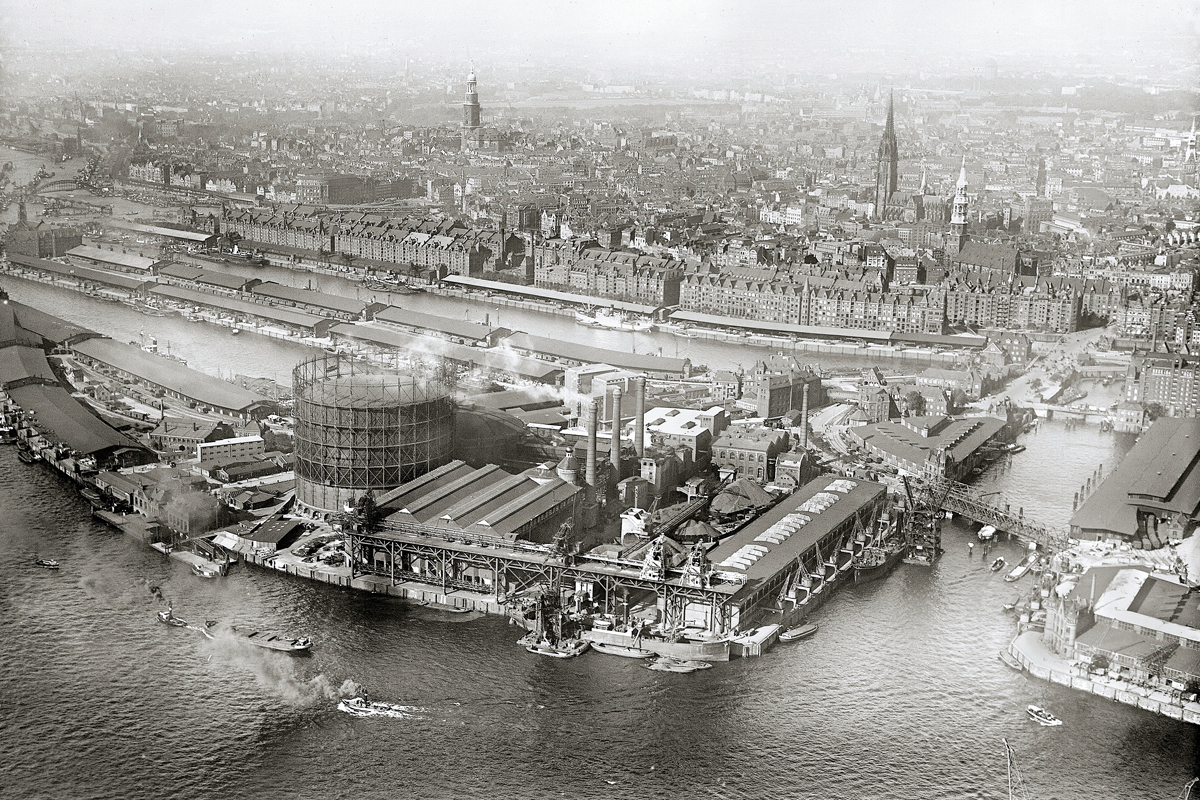
Grasbrook um 1930: im Vordergrund das Gaswerk mit Gasometer, dahinter Grasbrook- und Sandtorhafen, im Hintergrund die Speicherstadt und die Türme der Hamburger Innenstadt, rechts der Magdeburger Hafen

Das Gelände der ehemaligen Insel Grasbrook, auf der die HafenCity gebaut wird, lag bis Anfang des 19. Jahrhunderts vor den Toren der Stadt. Die Stadtbefestigung verlief in etwa entlang der heutigen Straße Am Sandtorkai. Innerhalb der Mauern, im Bereich der heutigen Speicherstadt, lagen die Wohngebiete Kehrwieder und Wandrahm. Vor der Stadtmauer dienten sumpfige Wiesen als Weideland, die Westspitze des Großen Grasbrooks wurde im 15. Jahrhundert als Richtplatz genutzt, bekannt ist insbesondere die Hinrichtung des Piraten Klaus Störtebeker und der Vitalienbrüder. Im 18. und Anfang des 19. Jahrhunderts siedelten sich Schiffbauer und Hafengewerke an. 1844 wurde im nördlichen Teil der Insel die erste Hamburger Gasanstalt errichtet.
Als im 19. Jahrhundert die Kapazitäten des Hafens mit Binnen- und Niederhafen nicht mehr ausreichten, boten sich nach Niederlegung der Stadtmauer die Flächen des Grasbrooks als Hafenerweiterungsgebiet an. 1868 wurde als erstes künstliches Hafenbecken der Sandtorhafen ausgehoben, 1881 kam der Grasbrookhafen hinzu. Es folgten der Strandhafen direkt an der Norderelbe, der Magdeburger Hafen mit Brooktorhafen und Ericusgraben als Verbindung bis zum Oberhafen und schließlich der Baakenhafen mit der Bahnanlage zu den Elbbrücken und der Kirchenpauerhafen mit einem Ankerplatz in der Elbe. Bis 1886 war die gesamte Insel mit Hafenbecken und -anlagen bebaut, zudem war 1872 am Lohseplatz, östlich des Magdeburger Hafens, der Hannoversche Bahnhof eröffnet worden. Exponiertes Bauwerk war der 1875 am Sandtorhöft fertiggestellte erste Kaispeicher A, heutiger Standort der Elbphilharmonie.
Die Wohnviertel Kehrwieder und Wandrahm wurden ab 1883 für die Einrichtung des zoll- und abgabebefreiten Gebiets des Freihafens geräumt und abgerissen, rund zwanzigtausend Menschen wurden dabei umgesiedelt. Bereits 1888 konnte die Speicherstadt an dieser Stelle eingeweiht werden. Am Magdeburger Hafen entstand 1878 der Kaispeicher B und 1885 das Verwaltungsgebäude des Hafenamts. Zur Jahrhundertwende wurden gegenüber erste beheizte Fruchtschuppen und 1928 am Hübnerkai ein von Fritz Schumacher gestaltetes Heringskühlhaus eingerichtet.
Nach den massiven Kriegszerstörungen und dem Wiederaufbau wuchs ab 1955 der Stückgutumschlag kontinuierlich weiter, Anfang der 1960er Jahre wurde am Sandtorhafen das erste RoRo-Schiff in Hamburg gelöscht. Doch für weitere Modernisierungen waren die damals knapp hundert Jahre alten Hafenbecken ungeeignet. Ab Mitte der 1960er Jahre wurden die aktiven Hafenflächen für den wachsenden Containerumschlag und die immer größer werdenden Schiffen elbabwärts, westlich des Alten Elbtunnels verlagert, die Flächen des Großen Grasbrook wurden mehr und mehr zur Industriebrache. Bis 2001 betrieb als eines der letzten Unternehmen die Cellpap ein großes Terminal am Strandkai, das die Hamburger Druckindustrie mit Papier versorgte, und benachbart blieb eine Kaffee-Lagerei. Beide wurden verlagert und im Oktober 2002 abgebrochen, so dass einer Bebauung des Gesamtareals nichts mehr im Wege stand. Die Erlöse aus dem Verkauf der stadteigenen Flächen refinanzierten einen Kredit zur Erschließung des Containerhafens Altenwerder in Höhe von mehr als 500 Millionen Euro.

### In Nutzung
Ab 2002/2003 bezogen die ersten Nutzer die Hafencity.
Das Softwareunternehmen SAP war einer der Ersten, der 2003 in einen Neubau am Großen Grasbrook in der Hafencity bezog. Nach Auslaufen des Mietvertrages 2012 verlängerte SAP nicht und zog mit rund 400 Mitarbeitern in einen von Harm Müller-Spreer errichteten siebengeschossigen Neubau im Stadtteil Rotherbaum. Dort habe man eine gute Infrastruktur und sei gut an das öffentliche Verkehrsnetz angeschlossen, teilte SAP mit.

## Planung der HafenCity

Logo der HafenCity

### Vorbilder und Grundüberlegungen
Das früheste und womöglich prominenteste Beispiel für die Umnutzung ehemaliger Hafenflächen sind die Docklands in London. Signifikante Umbauten von Waterfrontzonen finden sich seit einigen Jahrzehnten jedoch in vielen großen Hafenstädten. Grund hierfür war die Entwicklung des Containerumschlags. In Hamburg konnte dem Aufkommen von Schiffen mit immer größerem Tiefgang zwar durch Ausbaggerungen des Flussbetts der Elbe begegnet werden, doch der 1911 in Betrieb genommene St.-Pauli-Elbtunnel, dessen beiden Röhren in einer Tiefe von rund zwölf Metern unter dem Pegel des mittleren Hochwassers liegen, wurde diesbezüglich zu einer Barriere für einen weiteren Ausbau des östlichen Hafengebiets. Die Erweiterung der Hafenanlagen konzentrierte sich daher auf den Ausbau der Kapazitäten im westlichen Teil des Hafens. Durch die zentrale Lage der brachen Flächen konnte diese Beschränkung jedoch als Chance für die Stadtentwicklung begriffen werden.

### Erste Veröffentlichung 1989 und politische Vorbereitung der HafenCity im Jahr 1997
Erste Planungen für die Bebauung des Großen Grasbrooks wurden im Juni 1989 veröffentlicht, nachdem bereits im März 1988 von der Stadt Hamburg in Person von Bürgermeister Klaus von Dohnanyi ein Konzept zum Verkauf der Speicherstadt vorgelegt worden war. Ende Mai 1989 setzte von Dohnanyis Nachfolger Henning Voscherau den Hamburger Senat über einen vom Architekten Volkwin Marg erarbeiteten Entwurf der Kehrwieder-Umgestaltung in Kenntnis und sprach auch in der Landespressekonferenz über das Thema.
Der politische Entschluss eines Bebauungsvorhaben wurde erst 1997 umgesetzt:
- Am 7. Mai 1997 gab Voscherau in einem Vortrag im Übersee-Club die Pläne für die komplette Neubebauung des Grasbrooks bekannt[15] und stellte eine Machbarkeitsstudie vor.[16]

- Am 20. Mai 1997 erschien die offizielle Mitteilung des Senats an die Bürgerschaft, mit der die Gremien über die Planungen informiert wurden. Herausgestellt wurde die historische Bedeutung des Ortes, an dem im 19. Jahrhundert zukunftsweisend der Hamburger Hafen erweitert worden war. In dieser Tradition sollte „die Zukunft aus den Erfahrungen der Vergangenheit heraus gestaltet“ werden.[17]

- Nach einer Senatskundgebung mit der Rede des Ersten Bürgermeisters zur Bürgerschaftssitzung am 21. Mai 1997 wurde das Projekt in der Bürgerschaft kontrovers diskutiert. Widerspruch rief insbesondere die Tatsache hervor, dass durch den Verkauf der städtischen Grundstücke im geplanten Neubaugebiet der Bau des Containerterminals Altenwerder (CTA) finanziert werden sollte.[18]

- Am 18. August 1997 beriet der Stadtentwicklungsausschuss über „Hamburgs Standort- und Hafenentwicklung im 21. Jahrhundert“ und über die daran gekoppelte Finanzierung der Hafenerweiterung in Altenwerder.[19] Am 19. August 1997 stellte die damals oppositionelle CDU-Fraktion einen Antrag unter dem Titel, der grundsätzlich die weitere Planung unter Berücksichtigung der finanziellen Möglichkeiten befürwortet, doch eine Entscheidung in die nächste Legislaturperiode verschieben möchte.[20]

- Am 20. August 1997 beschloss die Hamburgische Bürgerschaft auf der 101. Sitzung die Errichtung einer Hafencity (noch in dieser Schreibweise) auf dem Großen Grasbrook. Dieses Datum gilt als der Startschuss für die Bebauung des neuen Stadtgebiets.[21]

### Bebauungspläne der HafenCity
Nach einem städtebaulichen Wettbewerb wurde im Jahr 2000 mit dem Masterplan HafenCity das städtebauliche Entwicklungskonzept für die Umwandlung des Hafenrandes zu einer Erweiterung der Hamburger Innenstadt veröffentlicht. Der Masterplan erklärt, dass die HafenCity einer ökonomischen, sozialen, kulturellen und stadtökologischen Zielsetzung folgt. Als besonderes Problem wurde erkannt, dass für einen völlig neu zu bebauenden Stadtteil frühzeitig eine breite Akzeptanz erzielt werden muss, neben dem internationalen städtebaulichen Wettbewerb wurde daher auch ein öffentlicher Planungsdialog vorgesehen.

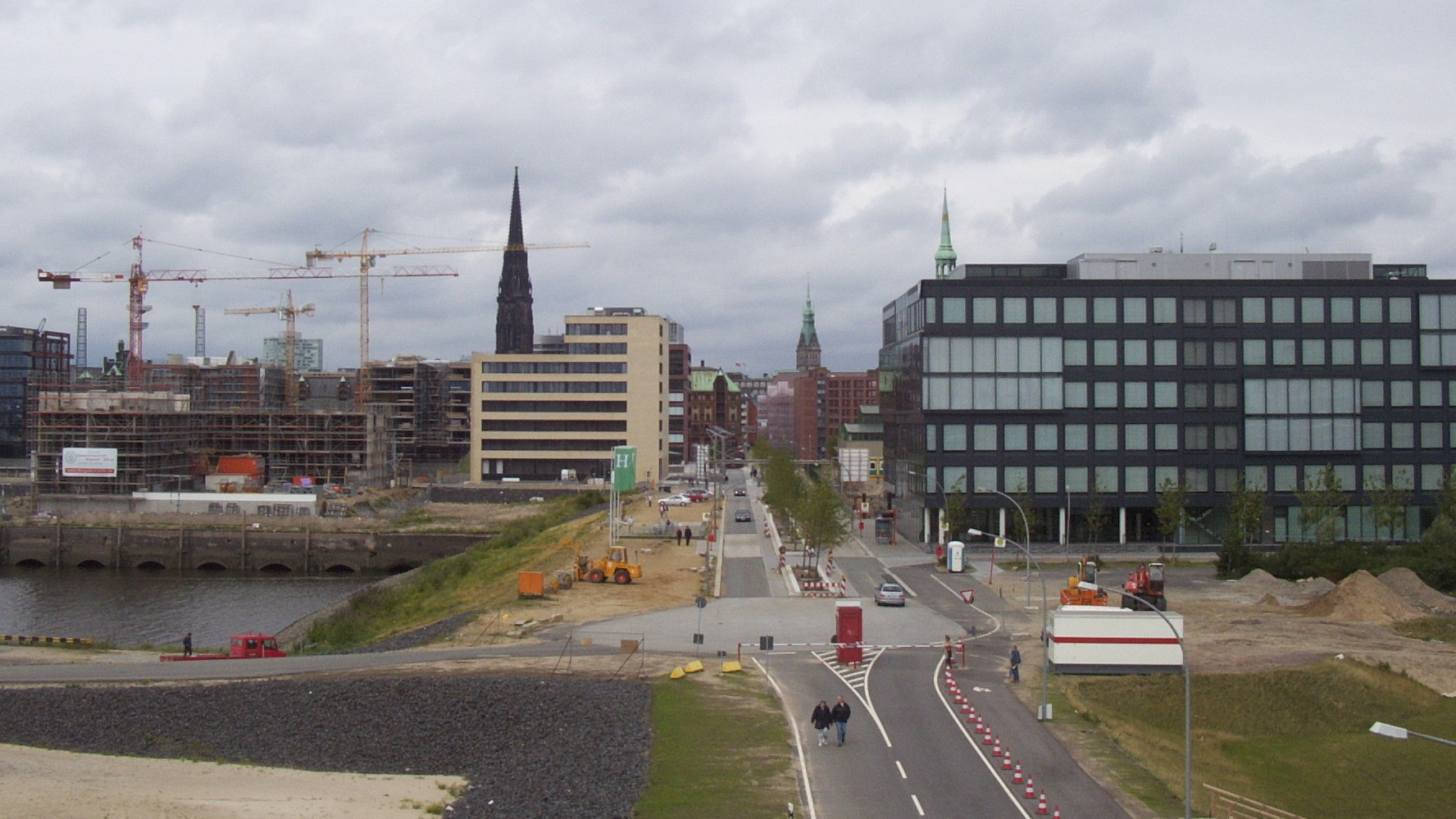
Großer Grasbrook mit dem damaligen SAP-Haus (rechts), Juli 2005

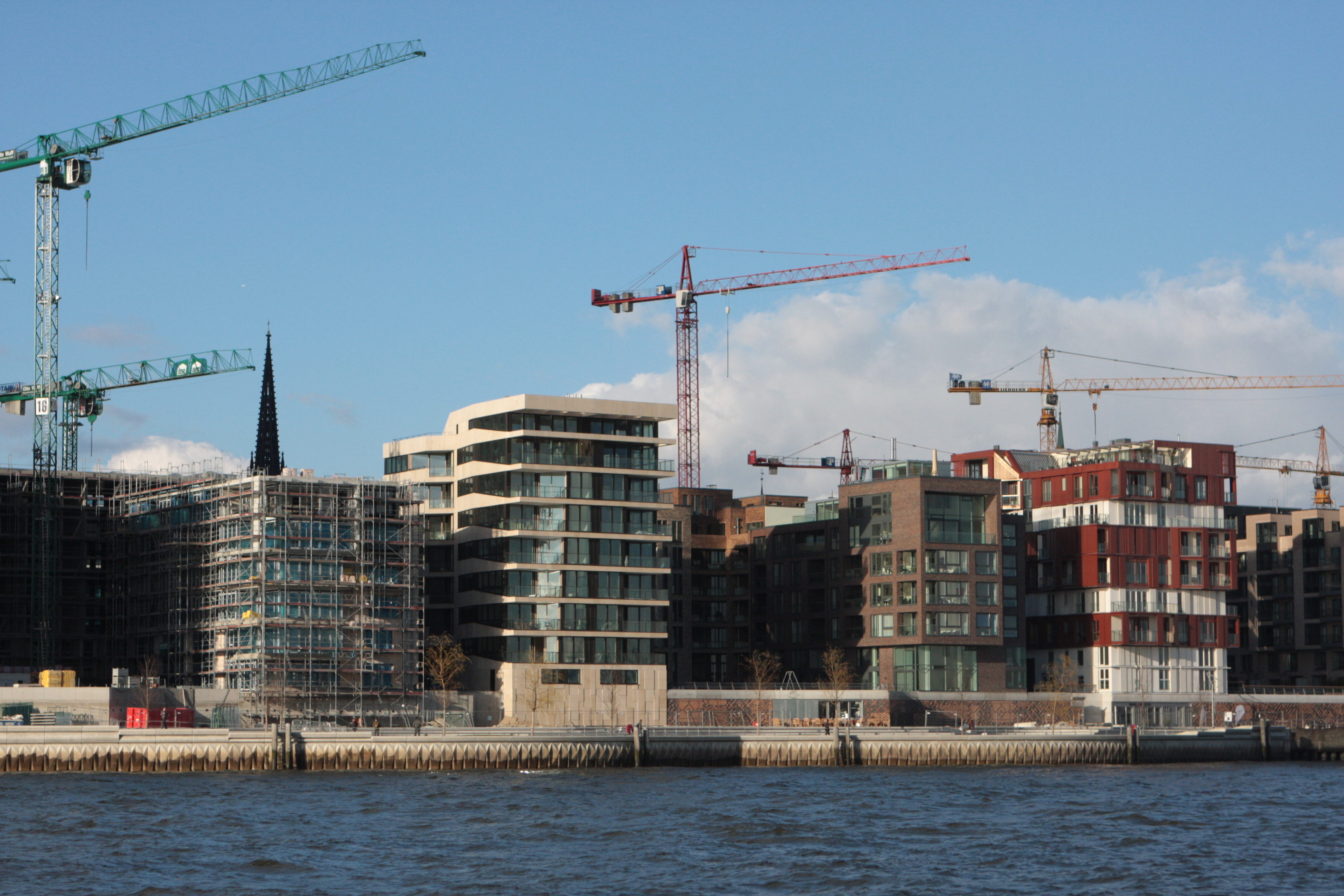
Dalmannkai am Grasbrookhafen, 2008

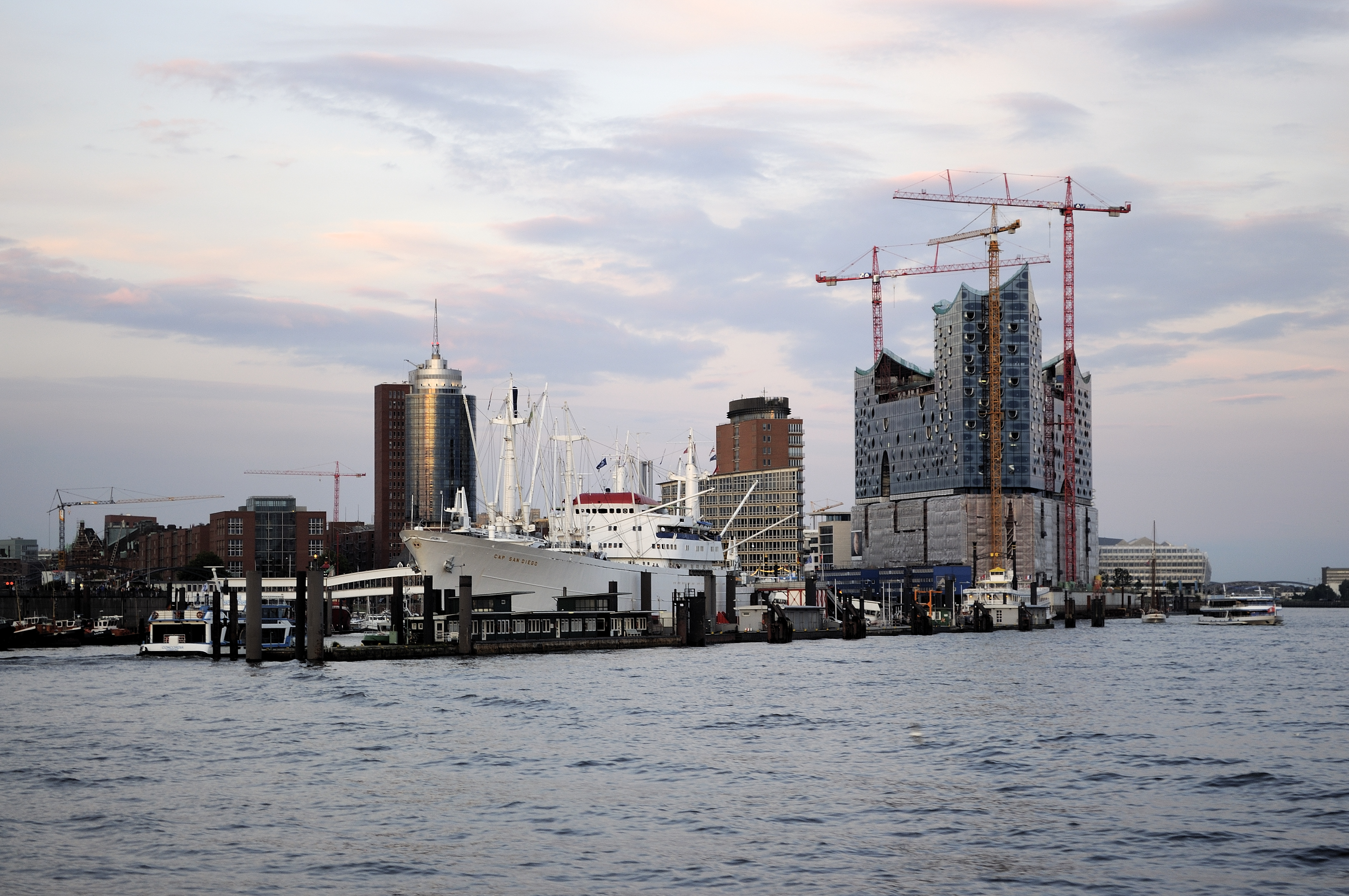
HafenCity von der Elbe aus, August 2011

Die behördliche Planung und die verwaltungsrechtlichen Bebauungspläne werden seit 2004 schrittweise und arealbezogen festgestellt:
- Hamburg-Altstadt 31, festgestellt am 9. Juni 1992: fünf Jahre vor der Rede Henning Voscheraus vor dem Übersee-Club wurde am Eingang der heutigen HafenCity das Hanseatic Trade Center planerisch möglich gemacht, indem die Freihafengrenze um das Areal des Grundstücks bis zur Speicherstadt verschoben wurde. Bereits dieses Projekt wurde in der Stadt kontrovers diskutiert. Gleichwohl wird das Hanseatic Trade Center nicht zum Projekt HafenCity gezählt.

- Hamburg-Altstadt 32 / HafenCity 1, festgestellt am 3. November 2004: Festlegung der Neubebauung am Sandtorkai und am Dalmannkai, ursprünglich war die Umnutzung des Kaispeichers A für einen sogenannten MediaCityPort geplant.

- Hamburg-Altstadt 34 / HafenCity 2, festgestellt am 4. Dezember 2007: Festlegung der Neubebauung Brooktorkai, die ehemaligen Zollflächen sollen zum Hotel- und Bürostandort, z. B. für den Germanischen Lloyd, werden.

- HafenCity 3,[23] festgestellt am 4. Dezember 2007: Planung der Neubebauung am Sandtorpark, dem Gelände der ehemaligen Kaffeelagerei östlich des Sandtorhafens. Es sollen Büros und Wohnungen, eine Schule und eine Parkanlage entstehen. Des Weiteren wurden neue Straßenverkehrsflächen ausgewiesen.[24] Die öffentliche Auslegung des Bebauungsplanentwurfs war vom 10. Juli 2007 bis 27. Juli 2007.

- Hamburg-Altstadt 36 / HafenCity 4, festgestellt am 24. April 2007: Dieser Bebauungsplan ersetzt einen Teil des Plans Hamburg-Altstadt 32 / HafenCity 1, statt des MediaCityPorts wurde hier der Umbau und die Aufstockung des Kaispeichers A zur Elbphilharmonie festgelegt.

- Hamburg-Altstadt 39 / HafenCity 5, festgestellt am 19. Februar 2008: dieser Plan behandelt das Areal westlich des Magdeburger Hafens, das zum Überseequartier als Zentrum der HafenCity entwickelt werden soll. Geplant sind insbesondere Büros, Einzelhandel, Geschosswohnungen, Gastronomie, Einrichtungen für Wissenschaft, Kultur und Freizeit, sowie ein Kreuzfahrtterminal mit zwei Liegeplätzen und den Einrichtungen für die Abfertigung. Außerdem sollen innerstädtische Freiräume entstehen. Die öffentliche Auslegung des Bebauungsplanentwurfs war im November/Dezember 2006.

- HafenCity 6: Bau der HafenCity Universität Hamburg südlich der Versmannstraße im Eckbereich von Magdeburger Hafen und Baakenhafen. Weitere Bürohäuser und öffentlich zugängliche Promenaden am Ostufer des Magdeburger Hafens sowie Nordufer des Baakenhafens sollen geschaffen werden. Die öffentliche Auslegung des Bebauungsplanentwurfs war im November 2007.

- HafenCity 7: Am Strandkai wurde das neue Unilever-Haus auf einer ehemaligen Kraftwerksfläche ausgewiesen. Das Plangebiet umfasst die Landzunge zwischen Grasbrookhafen und Norderelbe und den Bereich östlich der Landzunge bis zur San-Francisco-Straße. Die Realisierung eines gemischt genutzten Quartiers auf der Landzunge zwischen Grasbrookhafen und Norderelbe und auf Flächen östlich der Landzunge wurde ebenso beschlossen, es sollen weitere Büros und Geschosswohnungen sowie innerstädtische Freiräume, Gastronomie und sonstige Dienstleistungen entstehen. Die Öffentliche Auslegung fand im Sommer 2007 statt.
- HafenCity 8: befasst sich mit der Ericus-Halbinsel östlich der Straße Poggenmühle und südlich der Straße Oberbaumbrücke, dabei geht es um die Realisierung des 2012 errichteten Spiegel-Verlagsgebäudes. Die Kaizonen am Ericusgraben und am Oberhafen wurden als öffentlich zugängliche Promenaden hergestellt. Öffentliche Auslegung des Bebauungsplanentwurfs war im Mai 2008.
- HafenCity 9, Magdeburger Hafen / Shanghaiallee (Hamburg-Mitte): Gemischt genutztes Quartier zwischen Magdeburger Hafen und Shanghaiallee
- HafenCity 10, östlich Shanghaiallee (Hamburg-Mitte): Gemischt genutztes Quartier um den Lohsepark
- HafenCity 11, westlicher und mittlerer Baakenhafen (Hamburg-Mitte): Gemischt genutztes Gebiet einschließlich Grundschule um den westlichen und mittleren Baakenhafen
- HafenCity 12, Speicherstadt (Hamburg-Mitte): Entwicklung der Speicherstadt und Sicherung der Speicherstadt als denkmalgeschütztes Gesamtensemble.

### Öffentlicher Planungsdialog
Die vielfältigen Erfahrungen mit den Schwierigkeiten von Reißbrettstädten, Akzeptanz und damit soziale und kulturelle Einbindung in bestehende Stadtstrukturen zu finden, wurden bereits im Masterplan benannt. Darum wurde schon vor dem Beginn der Bebauung ein Konzept der Informations- und Kulturdarbietungen inmitten der Großbaustelle geschaffen.

#### HafenCity InfoCenter im Kesselhaus

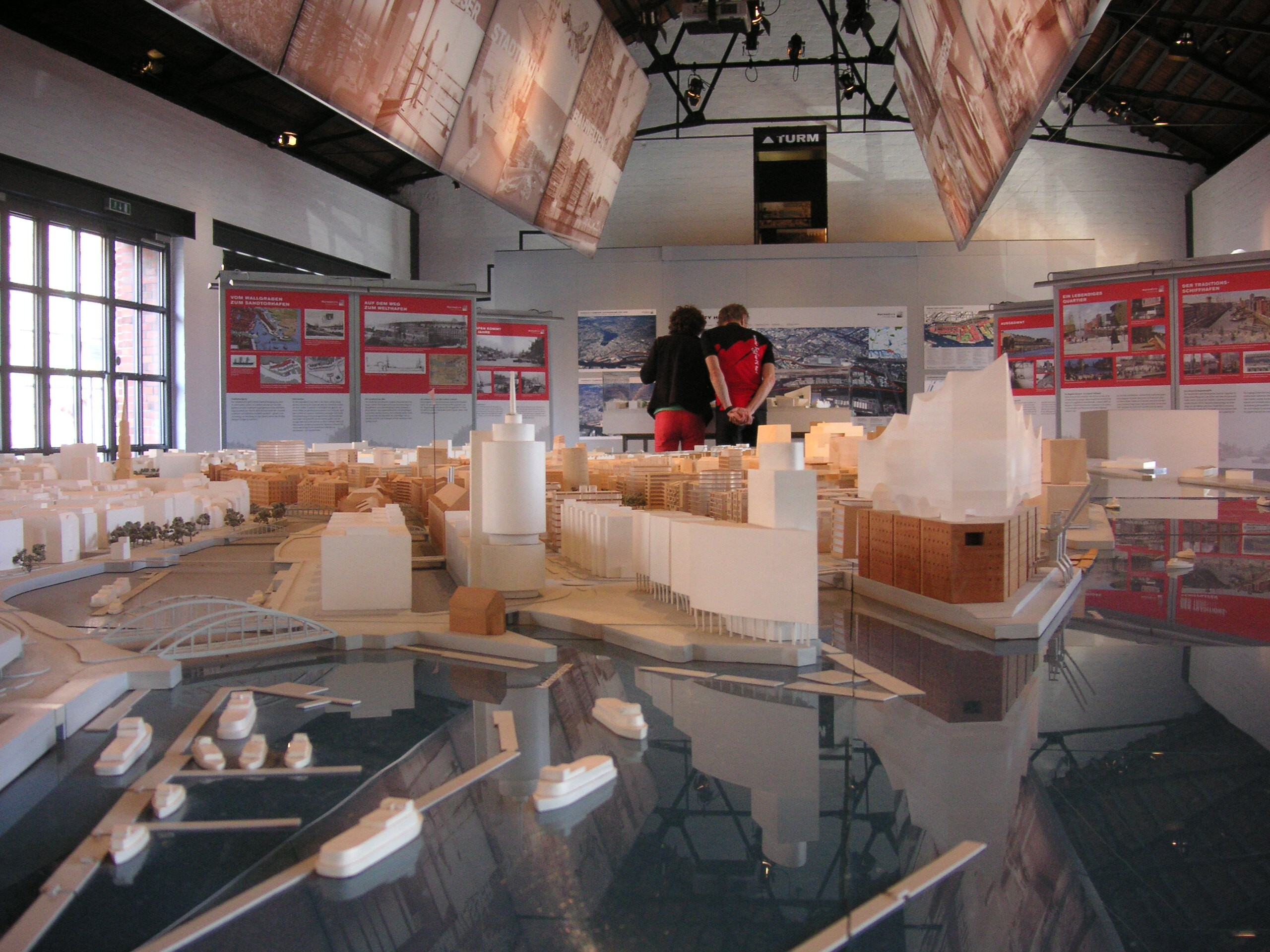
Ausstellung im alten Kesselhaus

Im Jahr 2000 wurde im alten Kesselhaus der Speicherstadt in der Straße Am Sandtorkai mit dem HafenCity InfoCenter ein Ausstellungs- und Dokumentationszentrum eingerichtet, das sich dem Projekt HafenCity widmet. Kernstück des Informationszentrums ist ein städtebauliches Modell im Maßstab 1:500, das den aktuellen Planungsstand des Projekts abbildet. An sogenannten Wissensstationen erhalten Besucher audio-visuelle Informationen über die HafenCity sowie mit ihr verbundene Themen wie die Geschichte großer Hafenstädte oder Hochwasserschutz.
Erst als Informationszentrum für die HafenCity erhielt das Gebäude von 1888 eine neue Funktion. Für den architektonischen Entwurf des Informationszentrums beauftragte die HHLA 1999 das Architekturbüro GMP (Gerkan, Marg und Partner), das Ausstellungskonzept wurde in Zusammenarbeit mit dem Studio Andreas Heller erarbeitet. Am 6. Dezember 2000 fand die Eröffnung durch den Ersten Bürgermeister Ortwin Runde statt. In Erinnerung an die alte Funktion als Kesselhaus werden die im Krieg zerstörten Schornsteine seit April 2001 durch zwei 20 Meter hohe Stahlgeflechtstrukturen nachempfunden, wodurch das Informationszentrum weithin Sichtbarkeit erhält.

#### ViewPoint und andere Einblicke

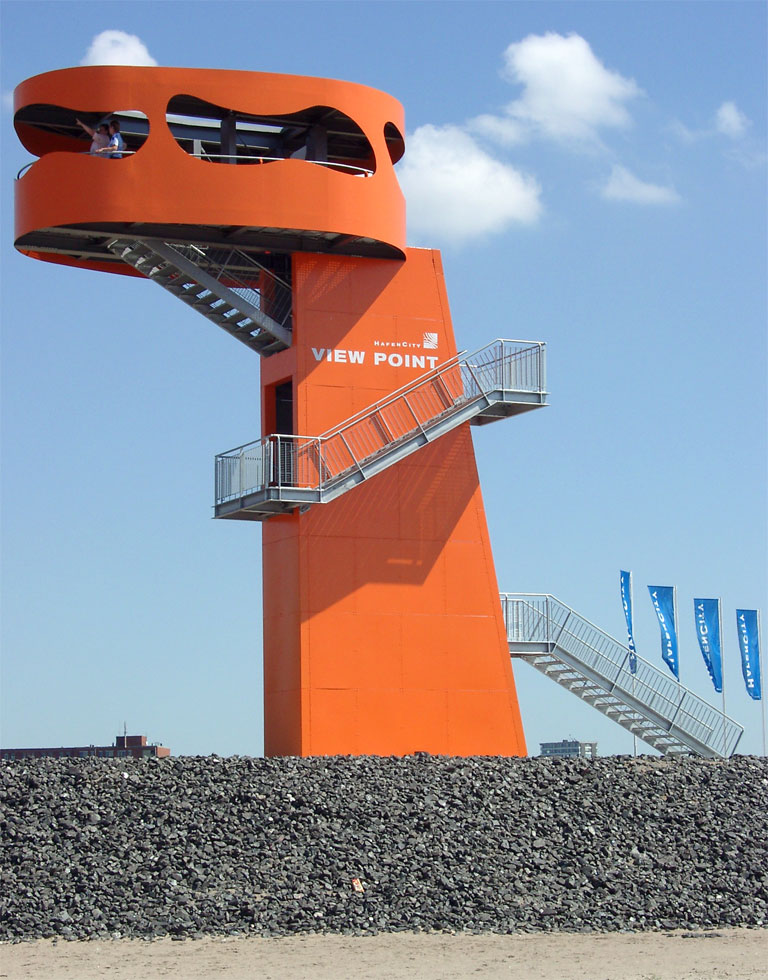
Aussichtsturm ViewPoint am Großen Grasbrook

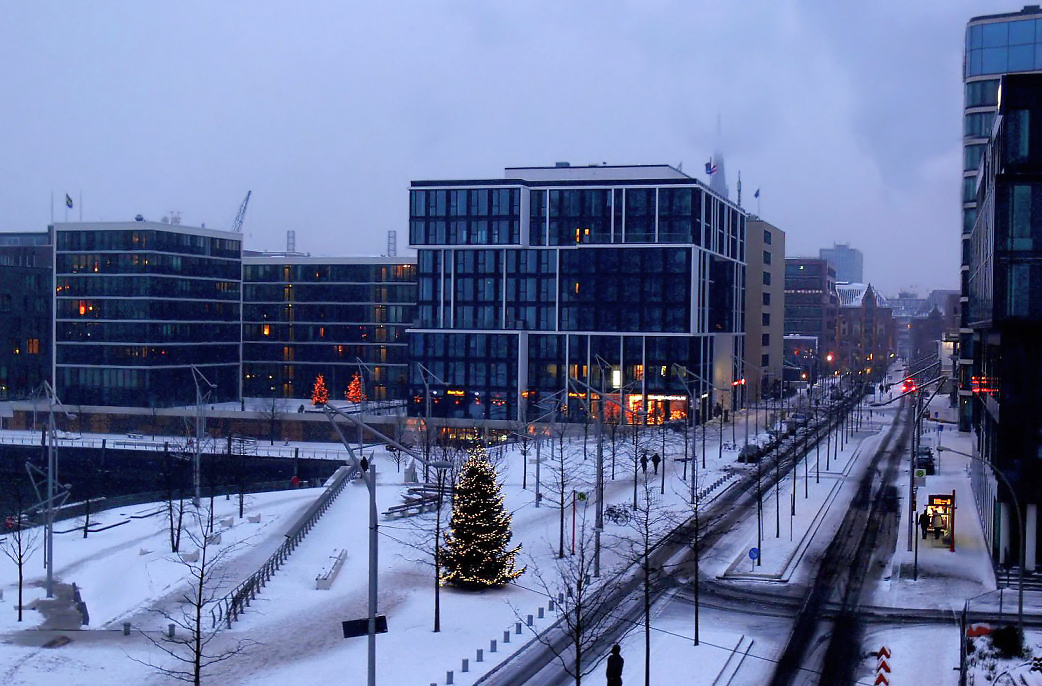
HafenCity im Winter, Dezember 2009 vom ViewPoint

Neben umfassenden Informationen, sowohl durch Modelle als auch durch zahlreiche Broschüren und regelmäßig erscheinende Schriftenreihen, ist das gesamte Bauareal mit sich den Baustellen anpassenden Fußwegen zugänglich, Bauzäune sind offen gehalten und an wechselnden Orten wird informativer Einblick gewährt. Im Jahr 2004 wurde am Ufer des Großen Grasbrooks ein dreizehn Meter hoher Aussichtsturm, der sogenannte ViewPoint aufgestellt, um Interessierten Einblick in die Baustelle zu geben. 2007 wurde er hundert Meter in nördliche Richtung versetzt, da die Entwicklung der Bebauung des Strandkais vorangeschritten war. Seit August 2013 befindet sich der ViewPoint am Baakenhafen, direkt am südlichen Ende der Baakenhafenbrücke, um den dortigen Bauprozess beobachten zu können.
Eine weitere Aussichtsplattform war an der Ecke Shanghaiallee/Versmannstraße eingerichtet, von der aus man während der Bauzeit von 2007 bis 2012 Einblicke in die Baustelle der U-Bahn-Station HafenCity Universität der Linie U 4 nehmen konnte.

#### Informationspavillons
Im Sommer 2008 wurde an der Osakaallee der InfoPavillon als erstes Gebäude des Überseequartiers fertig gestellt. Er dient als zentrale Informationsstelle zur Entwicklung des Quartiers und verfügt über eine Ausstellungsfläche von rund 170 Quadratmetern.
Ebenfalls im Sommer 2008 wurde auf den Magellan-Terrassen ein Pavillon eröffnet, der sich speziell mit dem Projekt Elbphilharmonie befasst. Im Inneren des Pavillons wird das Akustikmodell des großen Saals der Philharmonie ausgestellt, an der Außenseite vermitteln Klang- und Videoinstallationen einen Eindruck des späteren Konzertbetriebs.
Auch außerhalb der HafenCity machten Ausstellungen auf einzelne Projekte aufmerksam, so wurde ebenfalls als Informationsangebot der Elbphilharmonie die ehemalige Volkslesehalle am Mönckebergbrunnen im Juli 2009 als Kulturcafé eingerichtet, um „die richtige Atmosphäre für die Vermittlung der hamburgischen Musik und Kulturhöhepunkte“ zu schaffen. Auch der umstrittene Bau der U-Bahn-Strecke zur HafenCity wurde mit einem Informationspavillon am Jungfernstieg beworben.

## Kritik am Projekt HafenCity

### Vergabepraxis der Grundstücke
Bereits während des Planungsstadiums wurde die Praxis kritisiert, die Erlöse aus Grundstücksverkäufen für die Finanzierung des Containerterminals Altenwerder einzusetzen. Die Befürchtung lautete dahin, dass durch die Wichtigkeit des Terminals für die Hamburger Wirtschaft ein erhöhter Verkaufsdruck auf der Stadt laste und diese dazu verleitet werde, die Profitabilität eines Verkaufs höher zu gewichten als die Qualität des eingereichten Nutzungskonzepts für ein Grundstück. Zudem habe die Stadt die Anzahl der Baugrundstücke im Laufe des Planungsprozesses erhöht, diesen Schritt aber einseitig mit der städtebaulichen Erwägung erklärt, dass so eine höhere und städtischere Bebauungsdichte erreicht werden solle, wenn der tatsächliche Grund bzw. ein weiterer relevanter Grund die Vermehrung der zum Verkauf anzubietenden Grundstücke und somit der Erlösmöglichkeiten sei.

### Sozialstruktur
Es gab zunächst Befürchtungen, dass sich das Wohnungsangebot einseitig an Kunden aus oberen Einkommensschichten richte. Mit fortschreitendem Ausbau der HafenCity und dem Zuzug weiterer Bevölkerungsgruppen näherte sich die Sozialstruktur der HafenCity teilweise dem Hamburger Durchschnitt an. So waren im Jahr 2023 von den 15- bis unter 65-jährigen Einwohnern 61,3 % sozialversicherungspflichtig beschäftigt (im Hamburger Durchschnitt: 61,3 %), 3,9 % waren arbeitslos (Hamburg: 6,2 %) und es gab 5,2 % Leistungsempfänger nach SGB II (im Hamburger Durchschnitt 10,0 %). Der Anteil der unter 18-Jährigen betrug 20,9 % (Hamburg: 16,8 %) und der Anteil der über 65-Jährigen 9,4 % (Hamburg 17,8 %). Die durchschnittliche Wohnungsgröße betrug 81,1 m² (Gesamt-Hamburg 76,4 m²) und die Wohnfläche pro Person 45,7 m² (im Hamburger Durchschnitt 38,8 m²). Der Anteil der Sozialwohnungen in der HafenCity 2021 betrug 29,1 % (Hamburg: 8,0 %)

### Architektur

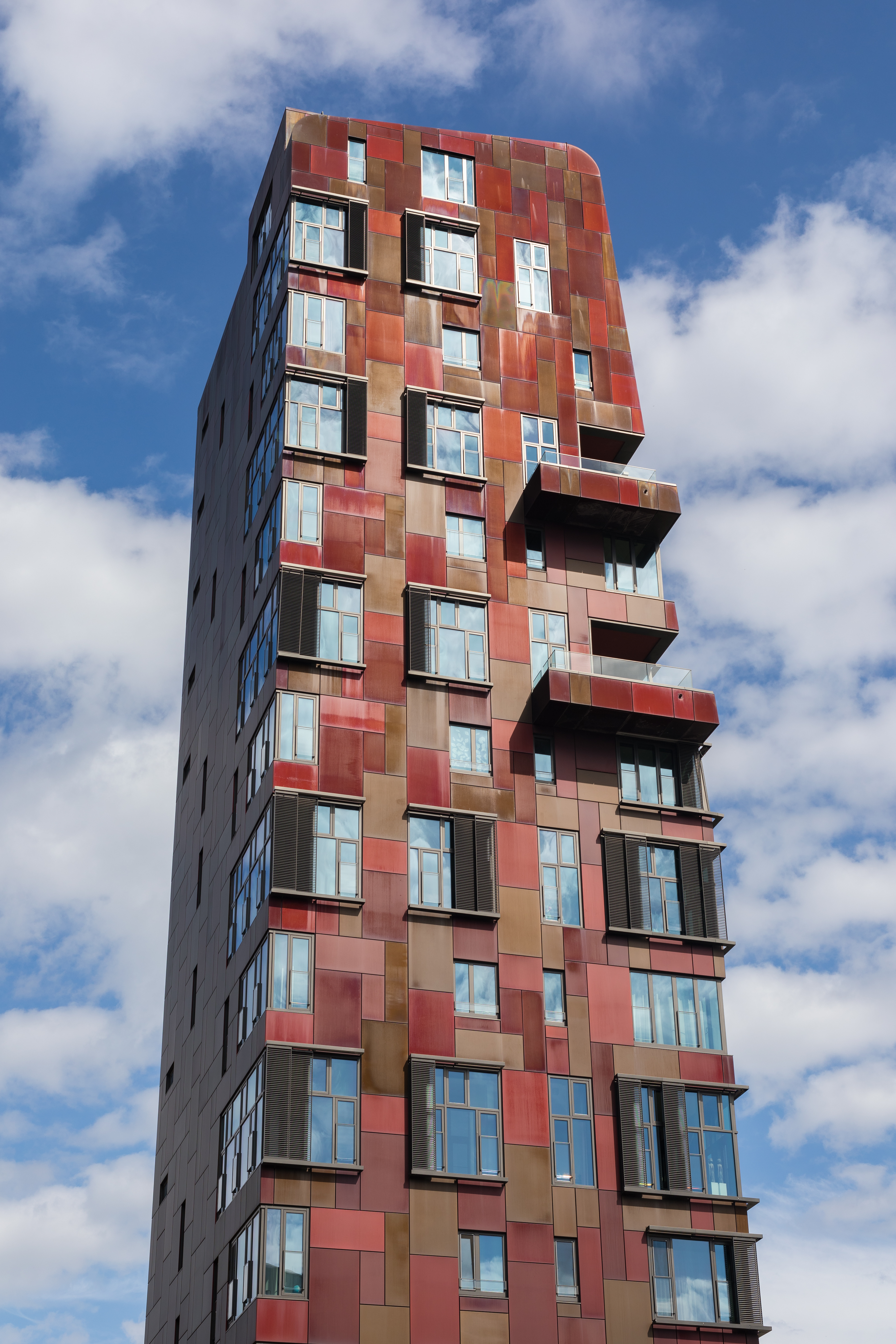
Wohnhochhaus Ecke Osakaallee/Tokiostraße, vom Überseeboulevard aus gesehen

Des Weiteren werden Architektur und städtebauliche Struktur kritisiert: der solitärartige Charakter und die mangelnde Kleinteiligkeit der weit überwiegenden Mehrzahl der bislang realisierten Gebäude steht in direktem Kontrast sowohl zur angrenzenden Speicherstadt als auch zum Großteil der Innenstadt, deren Bebauung jeweils von urbaneren Blockrandstrukturen bestimmt wird. Die Architektur der HafenCity-Bauten wird mitunter als banal, kalt, austauschbar, modisch statt zeitlos und uninspiriert beschrieben. Öffentlichkeitswirksam kritisch äußerte sich etwa der langjährige Hamburger Bürgermeister Henning Voscherau. Befürworter halten dieser Feststellung entgegen, dass die Gesamtwirkung der HafenCity erst mit deren Fertigstellung abschließend beurteilt werden könne.

### Umweltprobleme
Die Bewohner der HafenCity waren mit zwei Umweltproblemen konfrontiert: Die in unmittelbarer Nähe festmachenden Kreuzfahrtschiffe sorgen für erhebliche Abgase mit Feinstaub und Stickoxiden, wenn sie während der Liegezeit ihren Strom mit den Schiffsdieselmotoren erzeugen. Das neue Kreuzfahrtterminal Cruise Center HafenCity wird allerdings ab 2025 Möglichkeiten zur Landstromversorgung bieten.
Die Fassaden der HafenCity bekamen in der Anfangszeit regelmäßig Besuch von sogenannten Brückenspinnen, die Feuchtigkeit lieben und mangels ausreichender Begrünung im Bereich der HafenCity keine Fressfeinde hatten. Die Spinnennetze und die übrig gebliebenen Chitinpanzer der Beutetiere trugen zu Beeinträchtigung der Bewohner bei. Inzwischen ist dieses Phänomen nur noch periodisch zu beobachten.

## Bau der HafenCity

Karte der Quartiere des HafenCity-Projekts (rot)

Gemäß den Planungen gliedert sich der Bau der HafenCity in zehn sogenannte Quartiere, die von Westen nach Osten und von Norden nach Süden verwirklicht werden sollen. Das gesamte Bauareal streckt sich nördlich vom Sandtorhöft über den Sandtorkai und Brooktorkai an der Speicherstadt entlang bis zur Oberhafenbrücke, über den Oberhafen und Billhafen bis zu den Elbbrücken; und südlich vom Sandtorhöft bis zu den Elbbrücken entlang der Norderelbe. Die angrenzende Speicherstadt, die seit 2008 mit dem Neubaugebiet zusammen den Stadtteil HafenCity bildet, unterliegt einem weiteren stadtplanerischen Programm.

### Am Sandtorkai/Dalmannkai

#### Am Sandtorkai
Am Sandtorkai ist das erste realisierte Quartier der HafenCity und entspricht dem Bebauungsplan Hamburg-Altstadt 32 / HafenCity 1. Es liegt am Sandtorhafen, dem ehemals ersten modernen Hafenbecken des 1866 angelegten Tidehafens, südlich in direkter Nachbarschaft der Speicherstadt. Das Quartier besteht aus fünf Wohn- und drei Bürogebäuden mit rund 38.000 Quadratmetern Bruttogrundfläche (BGF). Es gilt seit 2005 als fertiggestellt. Nutzer sind unter anderem die China Shipping Europa Zentrale. Einige Häuser haben Namen mit maritimen Bezug bekommen: Ocean’s End, H2O, Dock 4 (in das im Dezember 2004 der erste Bewohner der HafenCity eingezogen ist) und Harbour Cube.
In dem alten Hafenbecken wurde im September 2008 der Traditionsschiffhafen eröffnet, in dem ein großzügiger Schwimmponton als Anleger für historische Schiffe dient. Der ehemalige Sandtorkai wurde mit einer Promenade unterhalb der überkragenden Gebäude versehen. Das Quartier Am Sandtorkai soll zusammen mit den Quartieren Dalmannkai und Am Sandtorpark – Grasbrook ein städtebauliches Ensemble bilden.

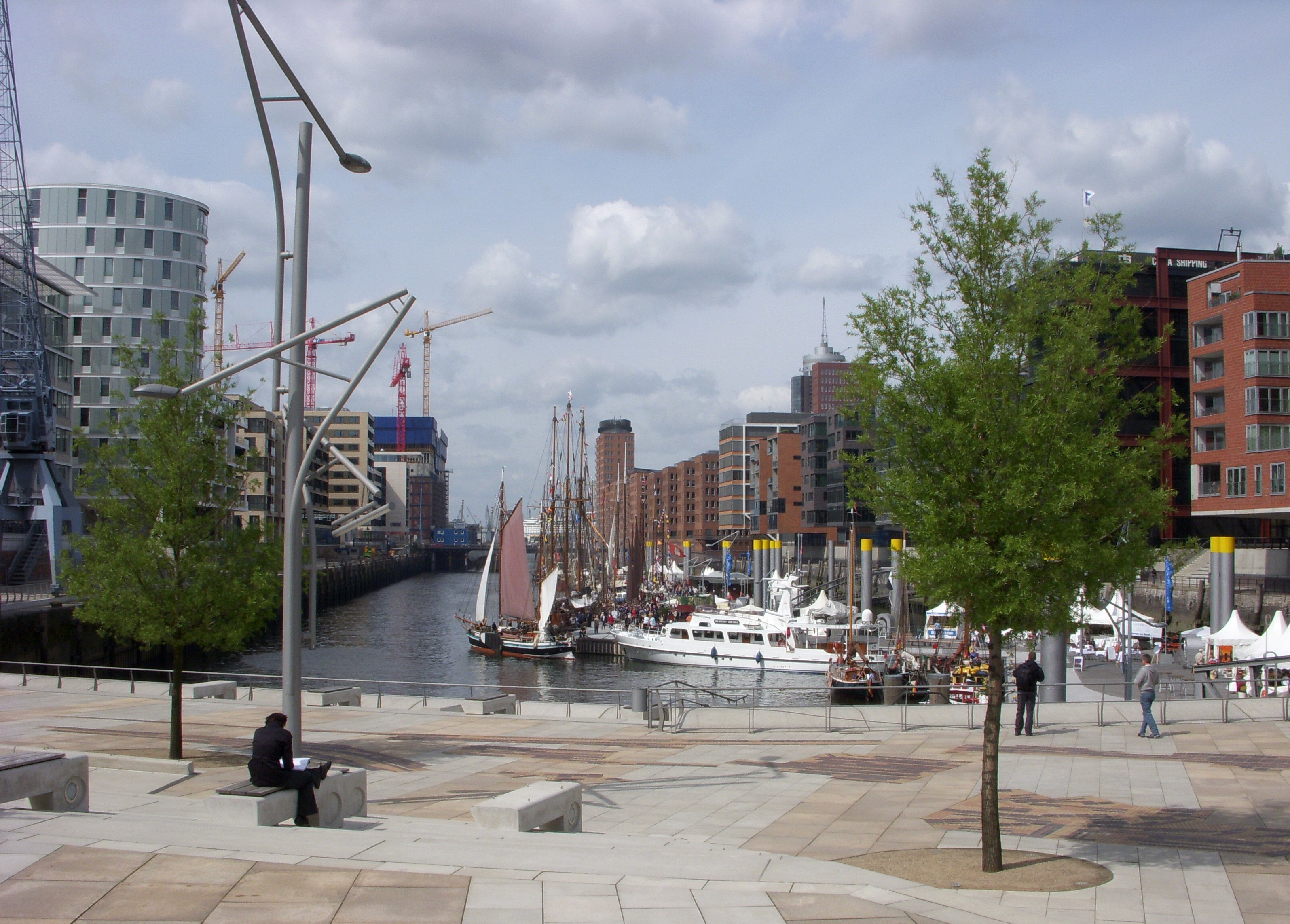
Sandtorhafen beim Hafengeburtstag im Mai 2009, Blick über die Magellan-Terrassen
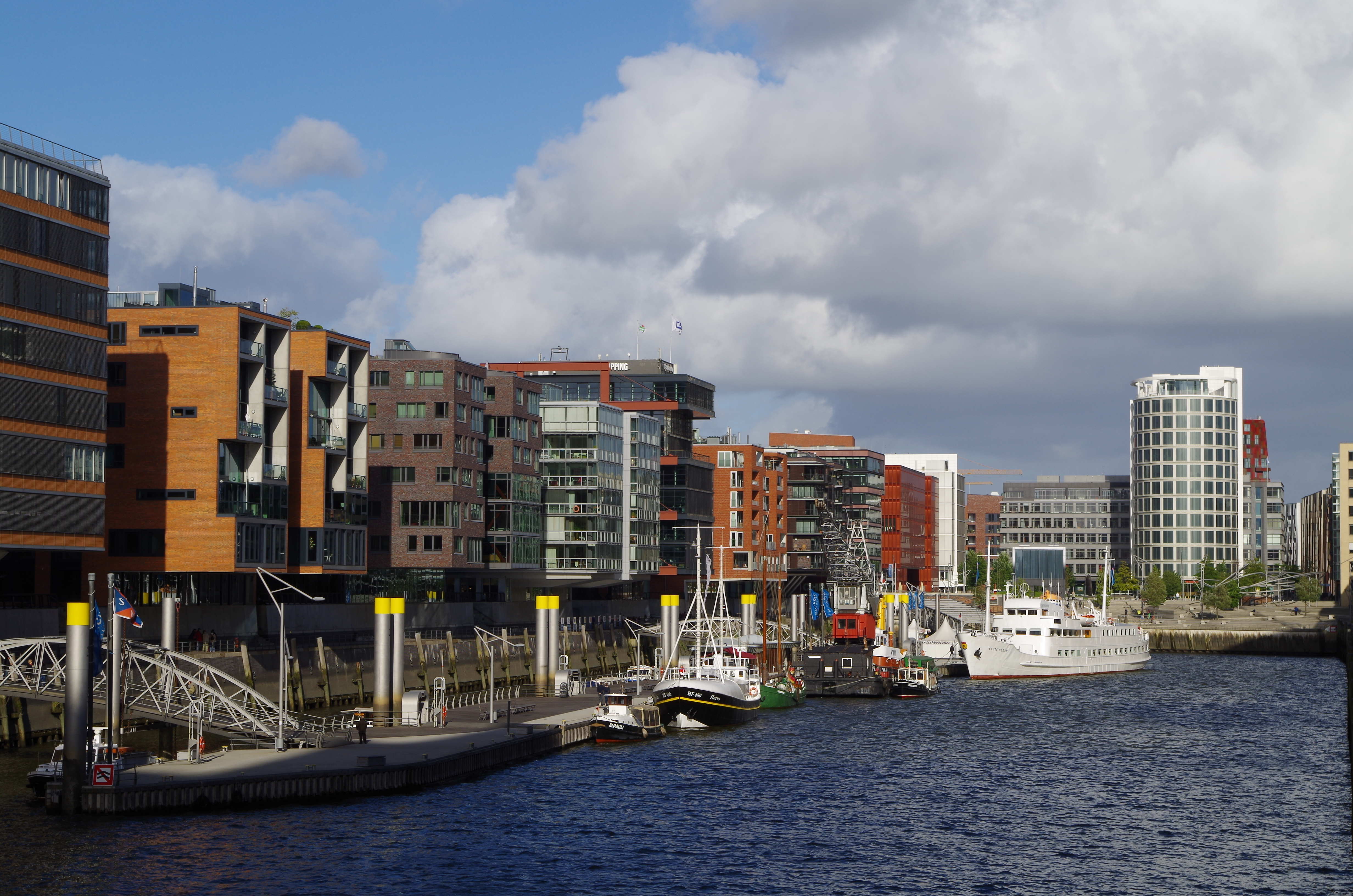
Sandtorfleet in der HafenCity mit Ponton und Blick auf den Sandtorkai

#### Dalmannkai

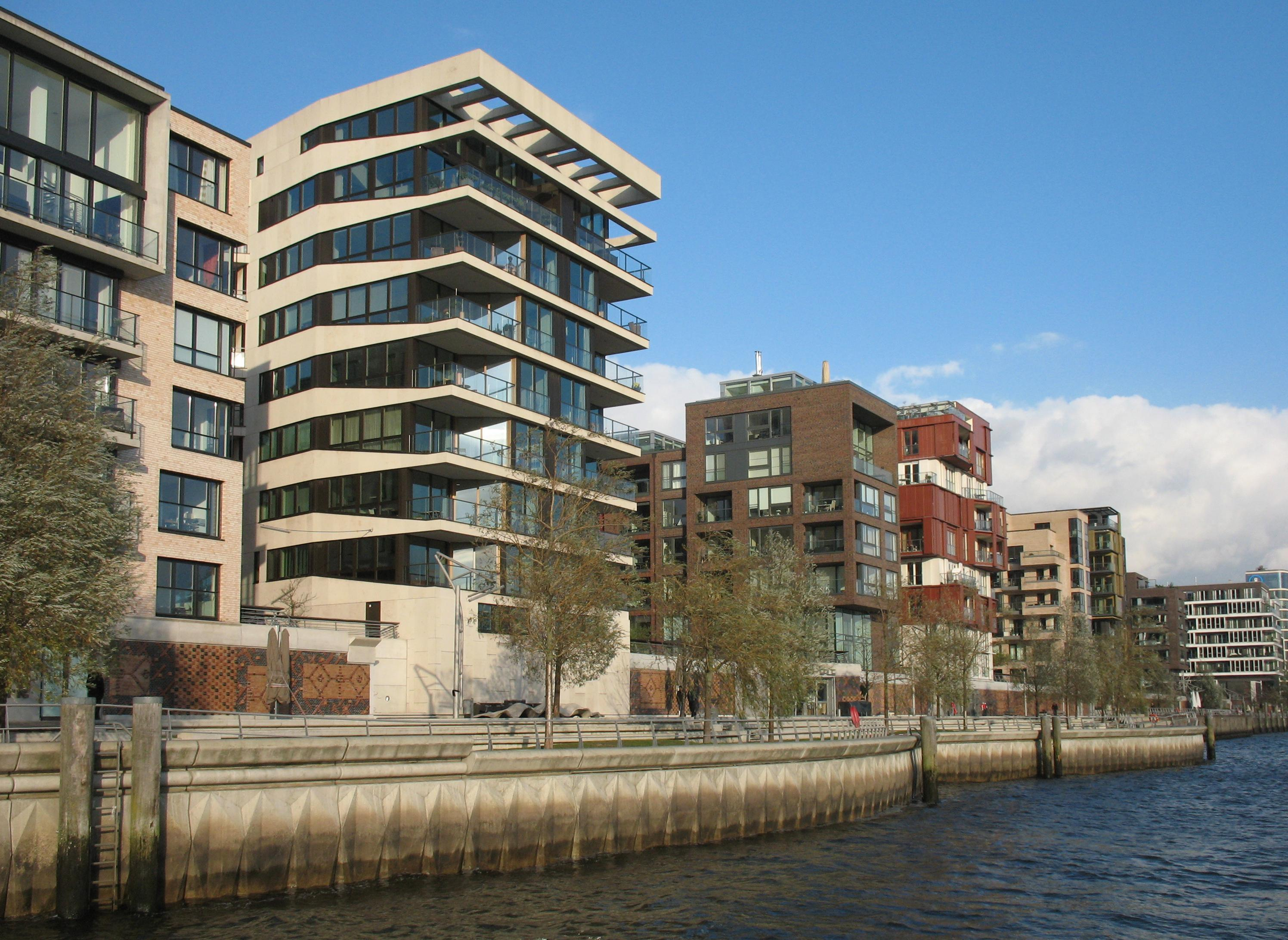
Dalmannkai

Mit dem Abschnitt Dalmannkai wurde auf der Landzunge zwischen dem Sandtorhafen und dem ehemaligen Grasbrookhafen, ebenfalls nach dem Bebauungsplan Hamburg-Altstadt 32 / HafenCity 1 sowie dem Änderungsplan Hamburg-Altstadt 36 / HafenCity 4, das zweite Teilquartier errichtet. Auf einer Bruttogeschossfläche (BGF) von insgesamt 115.000 m² sind hier Dienstleistungsflächen, Büros, Einzelhandelsgeschäfte und sowohl Eigentums- wie Mietwohnungen entstanden. Die ersten Wohnungen konnten im Sommer 2006 bezogen werden, erste Läden öffneten im Sommer 2007, seit August 2009 gilt das gesamte Quartier als fertiggestellt. Zu diesem Bauabschnitt zählen auch die Promenaden und die am Wasser gelegenen Plätze Magellan-Terrassen am Sandtorhafen, Vasco-da-Gama-Platz, Dalmannkaitreppen und Marco-Polo-Terrassen am Grasbrookhafen.
Bauliche Besonderheiten:
- Elbphilharmonie in exponierter Lage am Sandtorhöft, beinhaltet neben zwei Konzertsälen auch ein Fünf-Sterne-Hotel und 47 Eigentumswohnungen sowie öffentlichen, überdachten Platz (Plaza) in 37 Metern Höhe
- Diakonische Martha-Stiftung: Seniorenwohnungen, teils als Eigentum, teils zur Miete
- Oval – Wohnturm am Kaiserkai und Kontor am Kaiserkai, Ingenhoven Architekten GmbH, Düsseldorf
- Baugenossenschaft Bergedorf-Bille, 42 Genossenschaftswohnungen, Architekt: Prof. Jörg Friedrich
- Am Kaiserkai 23–33: Mischgebäude mit Mietwohnungen von fünf verschiedenen Hamburger Baugenossenschaften und zusätzlichen Eigentumswohnungen, beteiligt waren zudem drei Architektenbüros.

### Am Sandtorpark/Grasbrook

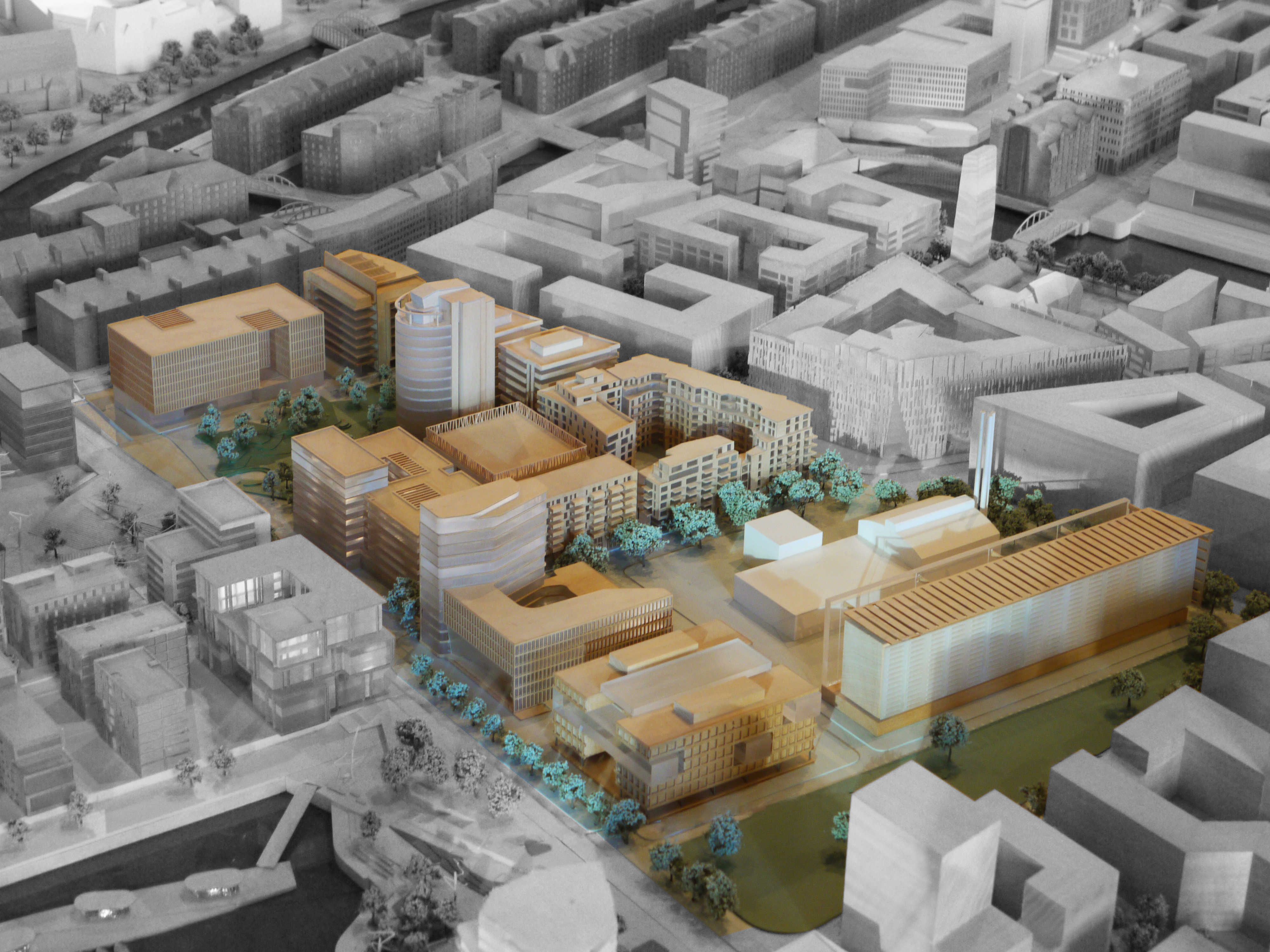
Das Quartier Am Sandtorpark / Grasbrook

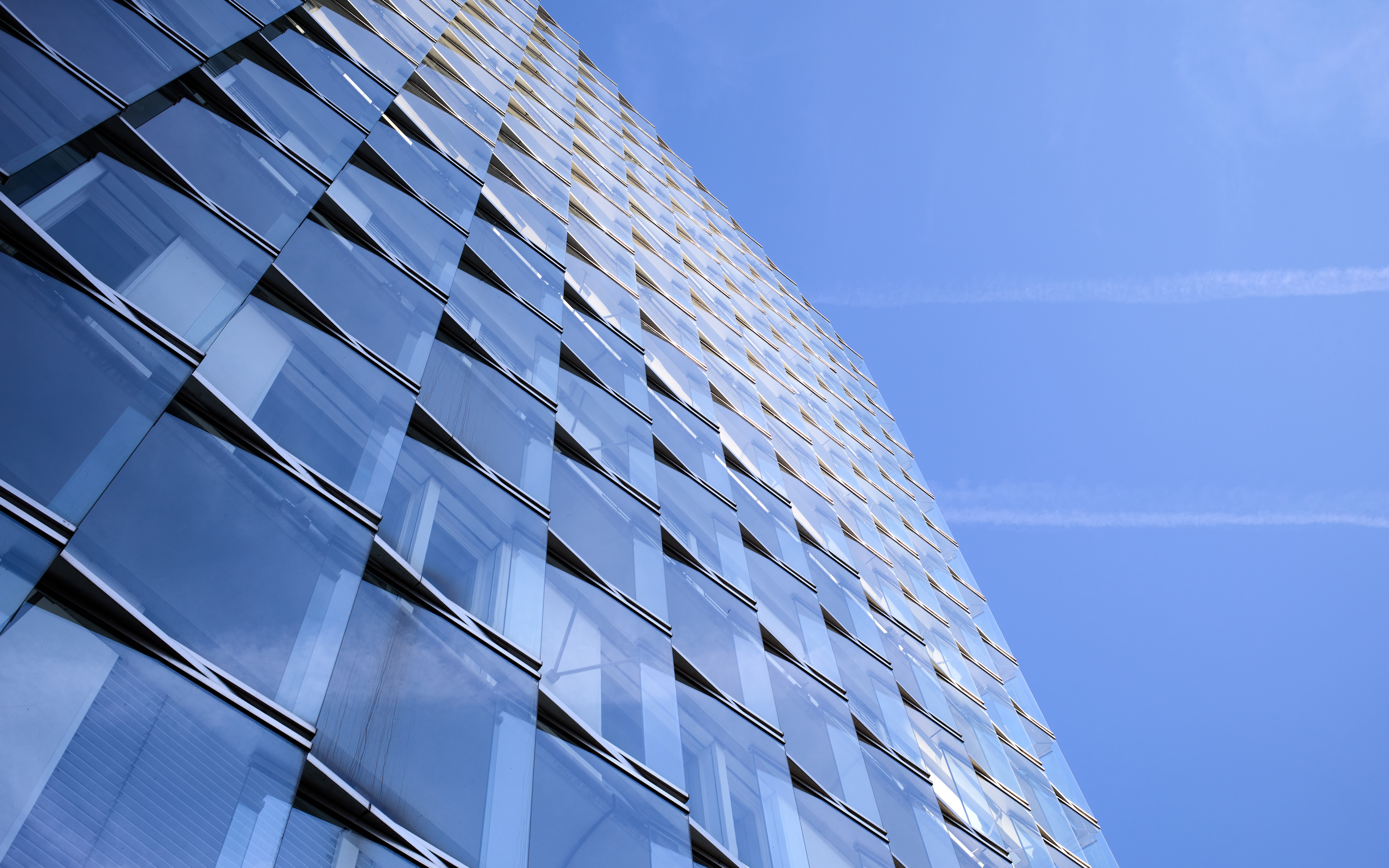
Fassade des 2010 gegenüber den Magellanterrassen fertiggestellten „Commercial Center“

Das Quartier Am Sandtorpark/Grasbrook liegt östlich der Quartiere Sandtorkai und Dalmannkai, jenseits der Straße Großer Grasbrook. Das neue Heizkraftwerk am Dalmannkai und die Bürohäuser  von SAP, 2003, und Kühne + Nagel, 2006, waren die ersten Bauten im südlichen Teil des Areals, ehemals das Grundstück der Hamburger Gasanstalt, später Hamburgische Electricitäts-Werke (HEW).
Auf dem benachbarten nördliche Grundstück war bis 2006 die Kaffee-Rösterei und -Lagerei N.H.L Hinsch & Cons. im Eigentum der Neumann Kaffee Gruppe, ansässig. Sie hatte ein Nutzungsrecht bis 2013, war aber für die Weiterentwicklung der HafenCity vor allem durch die produktionsbedingte Geruchsbelästigung nachteilig. Ihr konnte zu günstigen Bedingungen ein Ausweichgrundstück auf der Hohen Schaar in Wilhelmsburg angeboten werden, zudem wurde ihr der Neubau einer Geschäftszentrale am Ort ermöglicht. Der Abbruch der Lagerei erfolgte umgehend, die Neubebauung wurde 2009 teilweise abgeschlossen.
Quartiersbestimmend ist der 2013 fertiggestellte Sandtorpark, eine zentrale Grünanlage, um die sich die einzelnen Bauten gruppieren.
Bauliche Besonderheiten:
- Katharinenschule eine Ganztags-Primarschule mit Kindertagesstätte, seit August 2009 in Betrieb. Der Pausenhof ist auf dem Dach des Gebäudes angelegt. Die Schule ging aus der Schließung und Verlagerung der ehemaligen Grundschule Bei Sankt Katharinen aus der Altstadt hervor.
- Skaì, Bürohaus mit Gastronomie gegenüber den Magallan-Terrassen, fertiggestellt November 2009
- Hamburg-Amerika-Center, Bürohaus, fertiggestellt 2009
- International Coffee Plaza der Neumann-Gruppe, Fertigstellung 2010[41]
- die Baugemeinschaft Hafenliebe, familienfreundliche Wohnbebauung, Wohnprojekte mit kleinen Gewerbeeinheiten, fertiggestellt Anfang 2011
- Outdoor-Bewegungsparcours im östlichen Grasbrookpark, fertiggestellt August 2013[42]
- ASTOR Film Lounge HafenCity Premiumkino an der Ecke Am Sandtorkai/Am Sandtorpark

### Strandkai

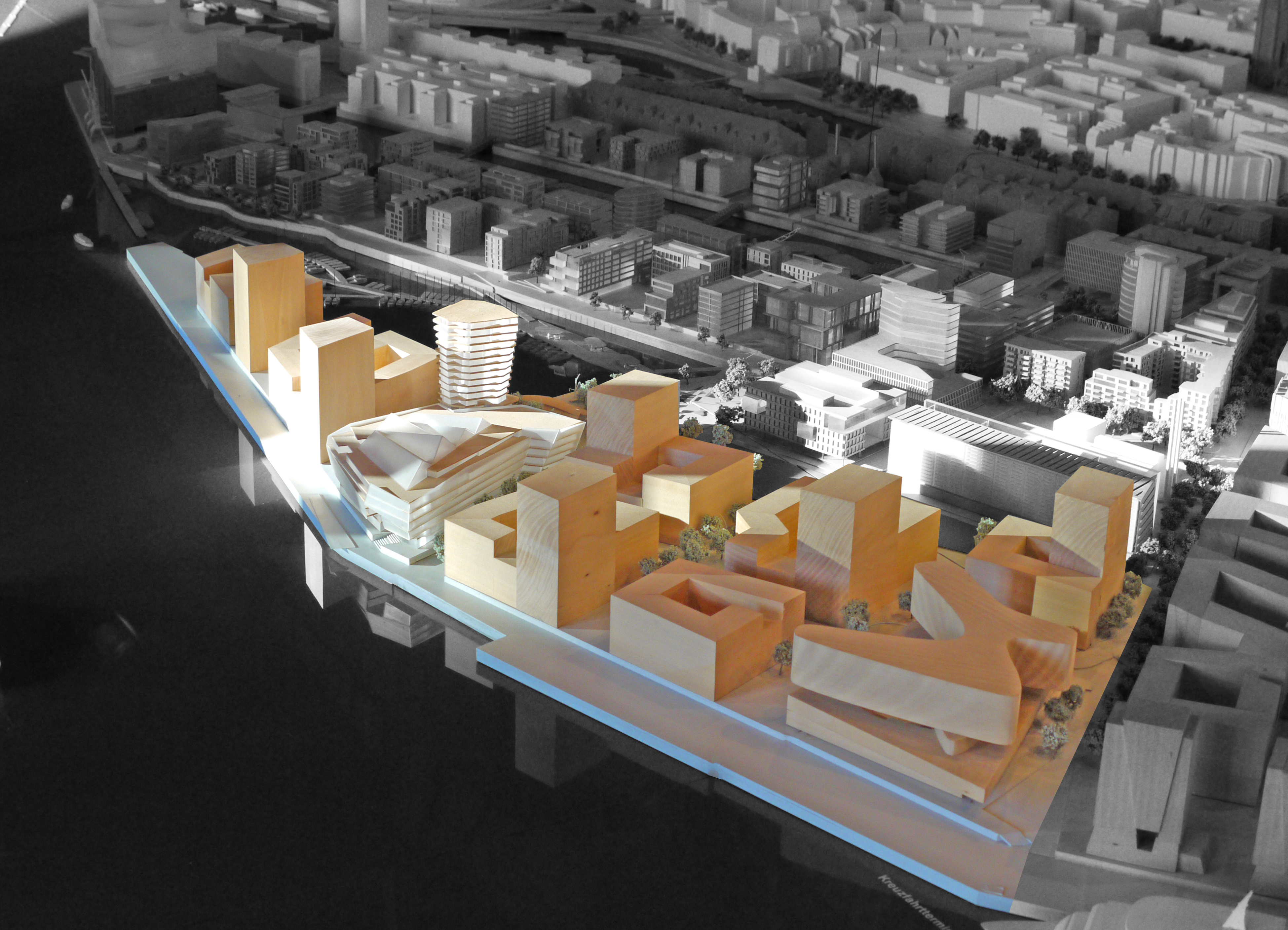
Quartier Strandkai

Das Quartier Strandkai umfasst nach dem Bebauungsplan Hamburg-Altstadt 41 / HafenCity 7 den ehemaligen Strandhafen an der Norderelbe und den Hübnerkai am Grasbrookhafen sowie die Flächen südlich des Quartiers Sandtorpark zur Elbe hin. Wegen der Umweltbelastung durch das benachbarte Kreuzfahrtterminal sollte im östlichen Bereich keine Wohnbebauung stattfinden. Geplant waren Dienstleistungs-, Gastronomie- und Freizeiteinrichtungen, deren Umsetzung bis zum Jahr 2011 wegen des Baus der U-Bahn-Strecke zurückgestellt war. Im westlichen Teil und zum Strandhöft hin sollen exklusive Wohnanlagen gebaut und 2021 fertiggestellt werden.[veraltet] Die Gesamtstruktur wird von einer hohen Bebauung mit bis zu 60 Meter hohen Türmen bestimmt.
Bereits fertiggestellt:
- Die Unilever-Hauptverwaltung, Behnisch Architekten, Stuttgart, mit öffentlich zugänglichem Atrium und Terrassen zur Elbe, fertiggestellt September 2009
- Marco-Polo-Tower, Behnisch Architekten, Stuttgart, 17-geschossiger Wohnturm mit 58 exklusiven Wohnungen, der Rohbau wurde im August 2009 fertiggestellt

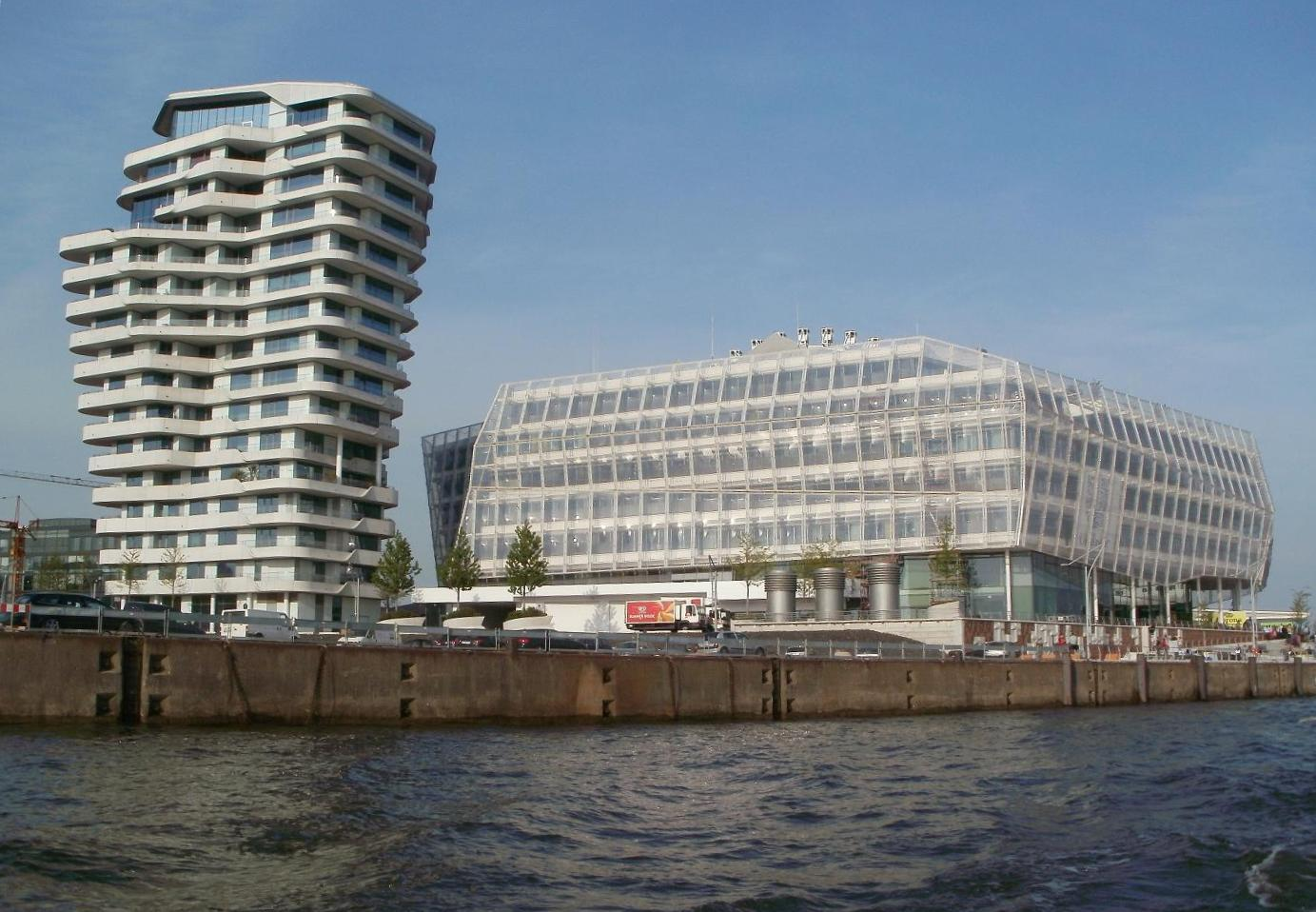
Marco-Polo-Tower und Unilever-Haus
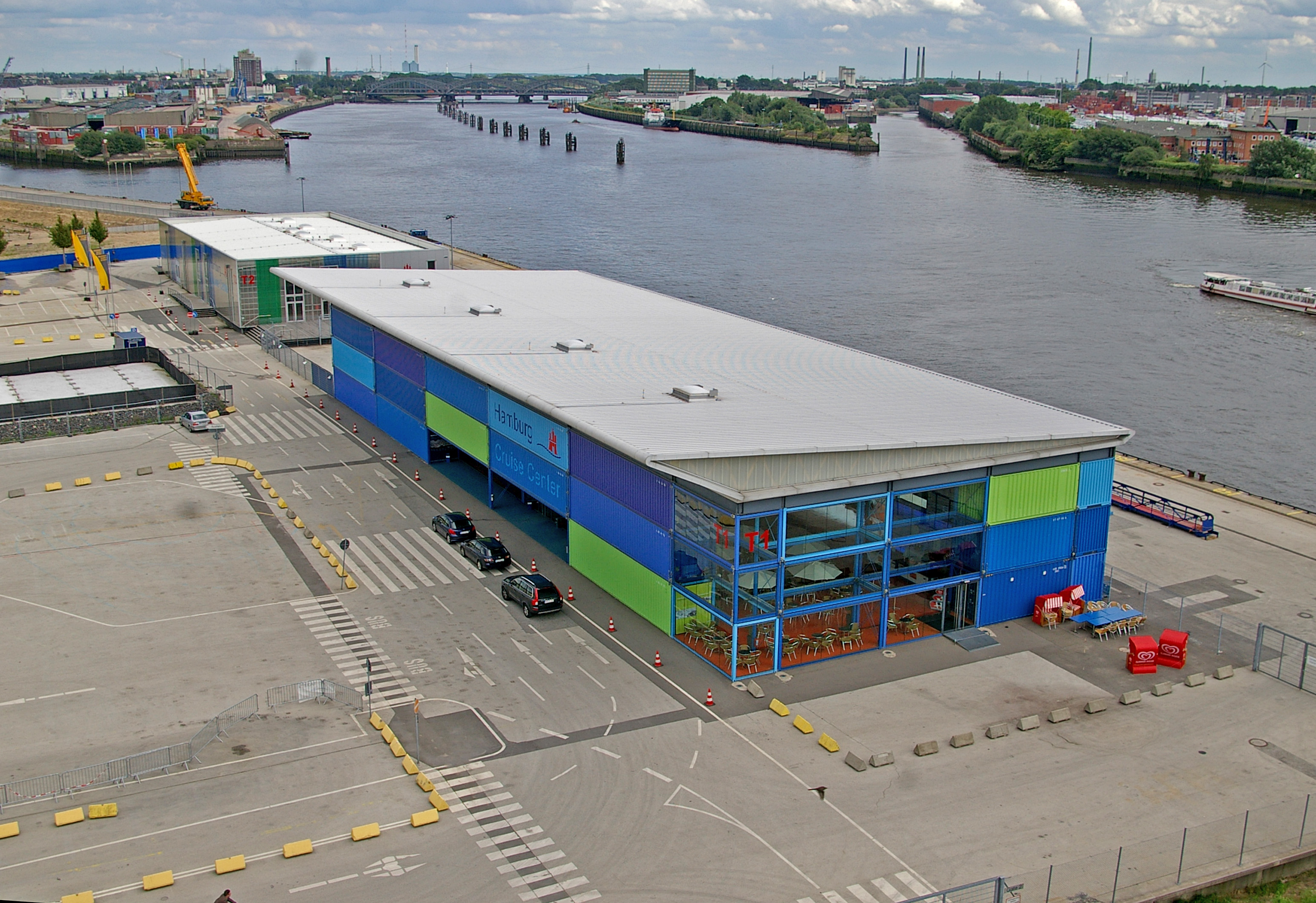
Temporäres Hamburg Cruise Center HafenCity, Großer Grasbrook/Chicagokai
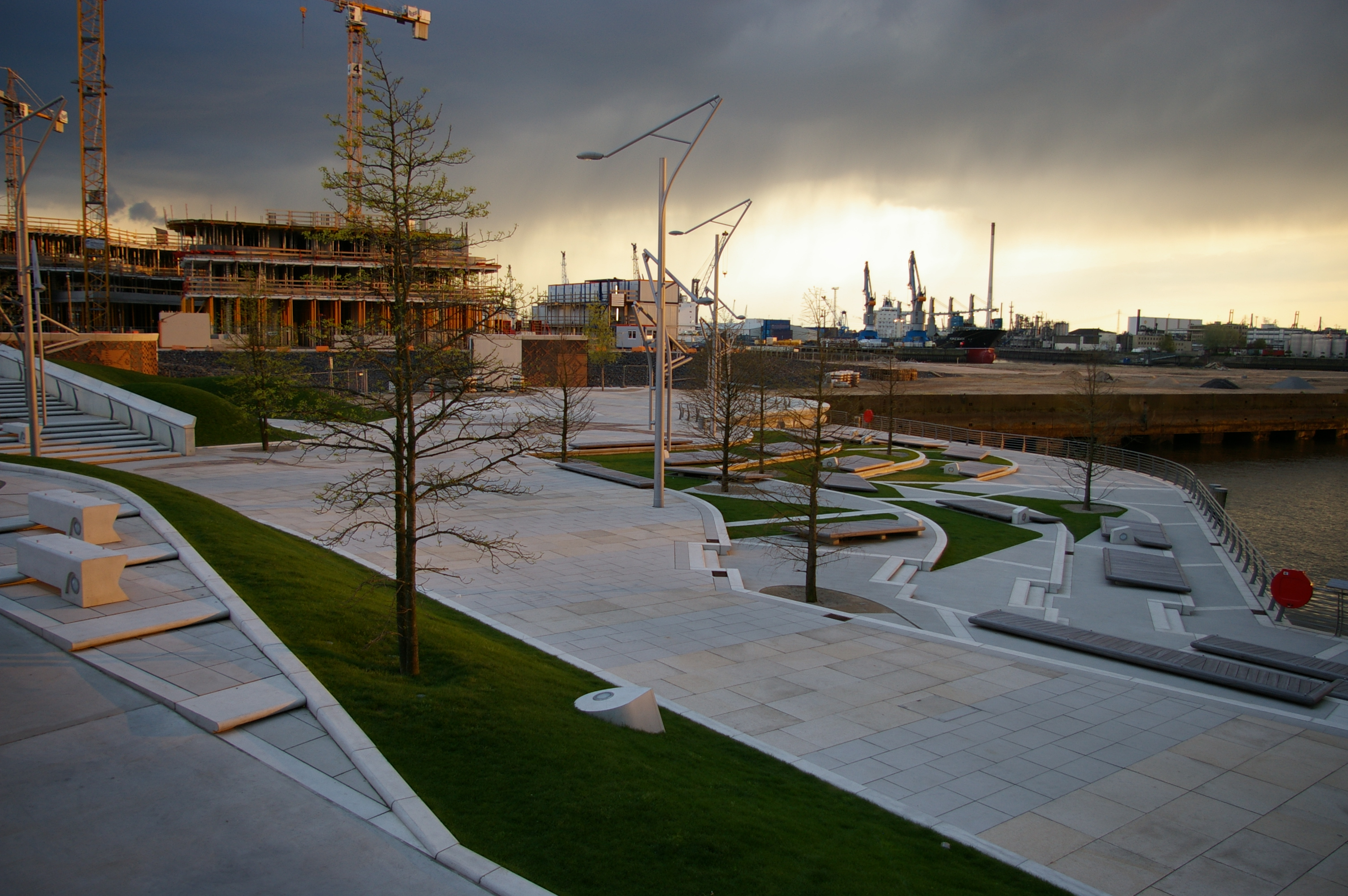
Marco-Polo-Terrassen mit Blick über den unbebauten Strandkai und die Elbe auf den Kleinen Grasbrook, links die Baustelle des Marco-Polo-Towers, Mai 2008

### Überseequartier

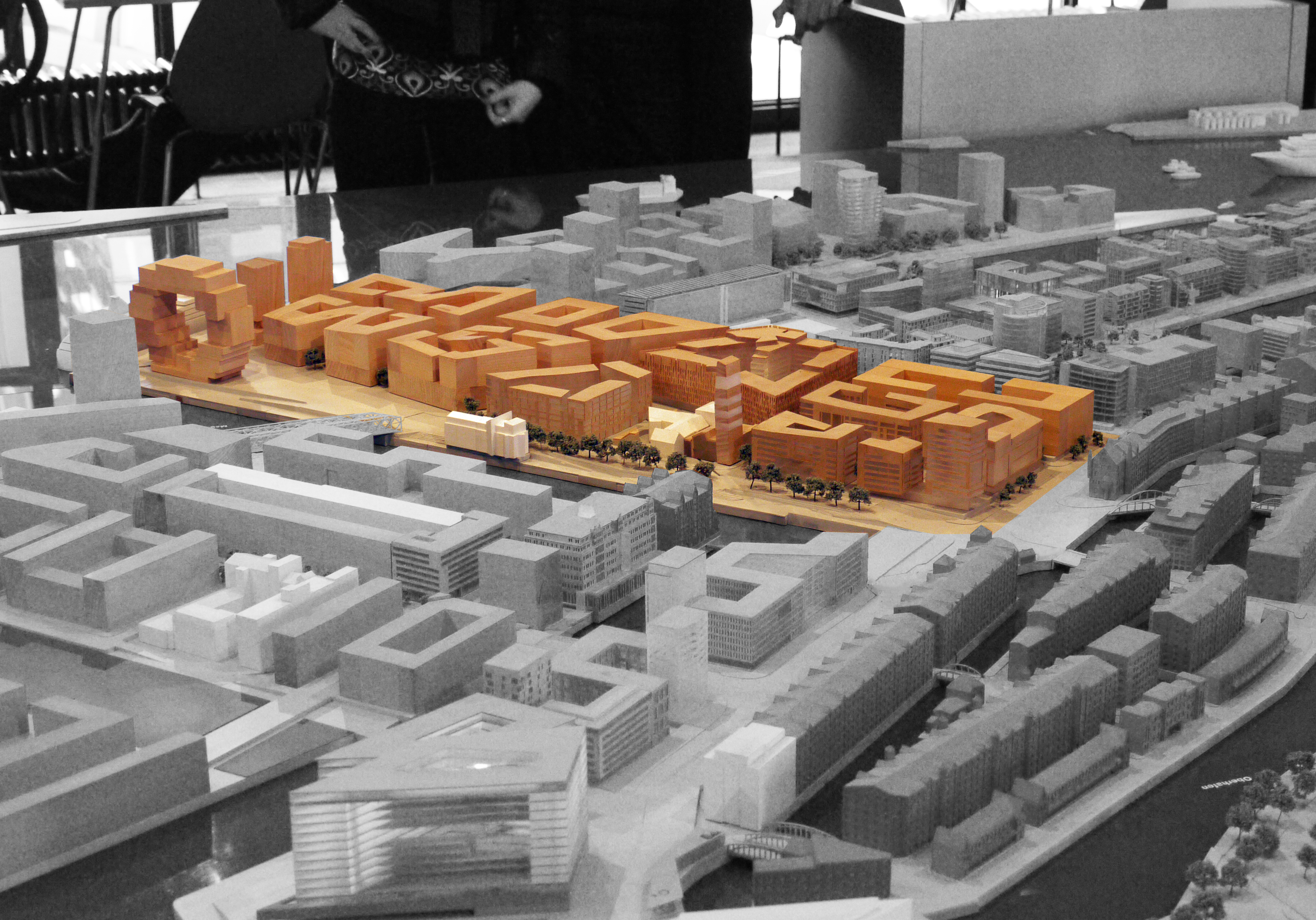
Überseequartier

Das Überseequartier wird als zentrales Teilquartier der HafenCity geplant, planungsrechtlich ist es durch den Bebauungsplan Hamburg-Altstadt 39 / HafenCity 5 erfasst. Es liegt westlich des Magdeburger Hafens und erstreckt sich von der Straße Sandtorkai bis an das Ufer der Norderelbe und wird durch die in Ost-West-Richtung verlaufende Übersee-Allee in einen nördlichen und einen südlichen Teil geteilt. Als zentrales stadträumliches Gliederungselement wird die Straße Überseeboulevard das Quartier in seiner gesamten Länge von Norden nach Süden durchziehen.
In den insgesamt 14 Bauprojekten des Quartiers sollen rund 275.000 Quadratmeter Bruttogeschossfläche (BGF) realisiert werden. Das einheitlich für das Quartier entwickelte Nutzungskonzept sieht Einzelhandel und Gastronomie in den Erd- und ersten Obergeschossen entlang des Überseeboulevards vor. Der nördliche Teil des Quartiers wird überwiegend durch Wohnnutzungen charakterisiert werden, während der südliche Teil hauptsächlich durch Büronutzungen geprägt sein wird. Die einzelnen Bauprojekte sind nach historisch wertvollen Handelsgütern benannt; Sumatra bzw. Sumatrakontor, Java und Virginia (Tabak), Arabica und Pacamara (Kaffee), Ceylon (Tee), Cinnamon (Gewürze), Silk (Textilien) und Palisander (Edelhölzer). Prominente Einzelprojekte sind zudem ein Kreuzfahrtterminal mit angeschlossenem Hotel und die Waterfront Towers. Ein ursprünglich geplantes Science Center wird nach aktuellen Plänen nicht mehr realisiert. Als einziges Bestandsgebäude wird das Alte Hafenamt von 1872 erhalten und zu einer Markthalle mit Wohnhochhaus umgewandelt.

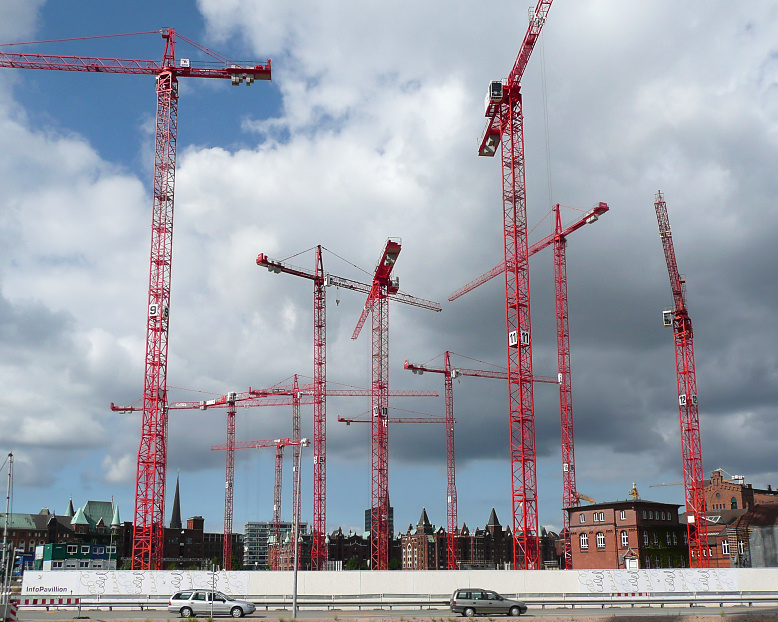
Kranballett im Überseequartier, rechts das alte Hafenamt, August 2008

Das Quartier wurde in zwei Etappen entwickelt, Baubeginn des nördlichen Teiles bis zur Überseeallee war 2007 mit Fertigstellung und Erstbezug im Jahr 2010. Danach wurden die Arbeiten am südlichen Teil begonnen. Seit Ende 2012 erschließt die neue U-Bahn-Linie U 4 das Quartier mit dem U-Bahnhof Überseequartier.

### Brooktorkai/Ericus

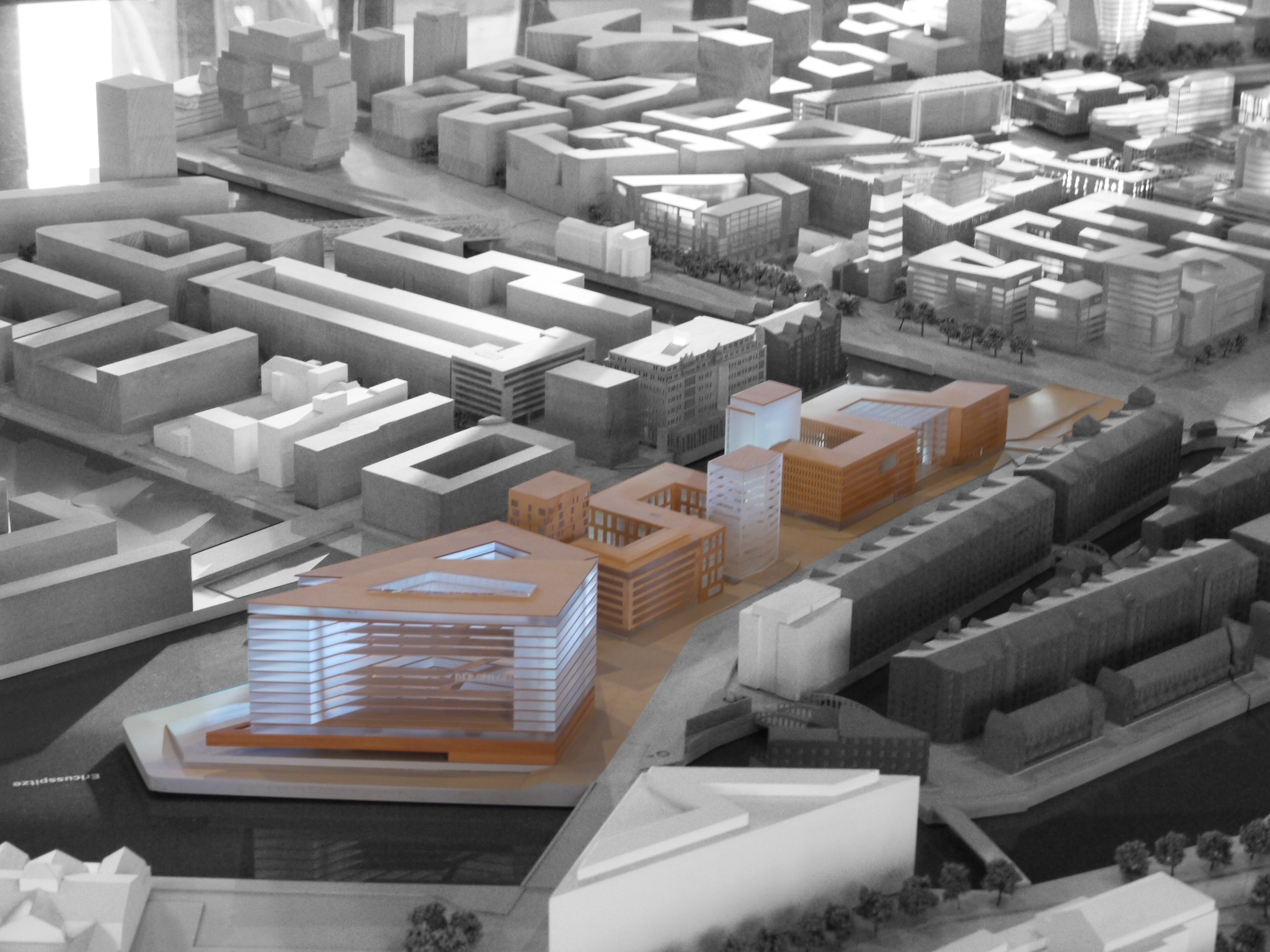
Quartier Brooktorkai/Ericus

Das Quartier Brooktorkai liegt auf dem Areal zwischen Brooktorhafen und der Straße Brooktorkai, beginnt im Westen an der Kreuzung Osakaallee und zieht sich östlich bis zur Ericusspitze. Es entspricht den Bebauungsplänen Hamburg-Altstadt 34 / HafenCity 2 und HafenCity 8. An den Sockeln der Ericusspitze erkennbar ist noch die Bastion Ericus der einstigen Stadtbefestigungsanlage aus dem 17. Jahrhundert. Bis zum Jahr 2002 wurde das Gelände vor allem durch die Zolldienststelle Brooktorkai genutzt. Durch seine direkte Lage in der Nachbarschaft der Speicherstadt und der fußläufigen Entfernung zum Hamburger Hauptbahnhof wurde dieses Quartier als bevorzugter Standort beworben. Die Umsetzung der Bauvorhaben erfolgte ab 2006:
- Germanischer Lloyd, Büro- und Boardinghaus mit 53.000 m² Bruttogeschossfläche (BGF) auf vier Baufeldern, Architekten: Gerkan, Marg und Partner, Jan Störmer Architekten (Büro), Antonio Citterio and Partners (Boardinghaus), Fertigstellung Anfang 2010

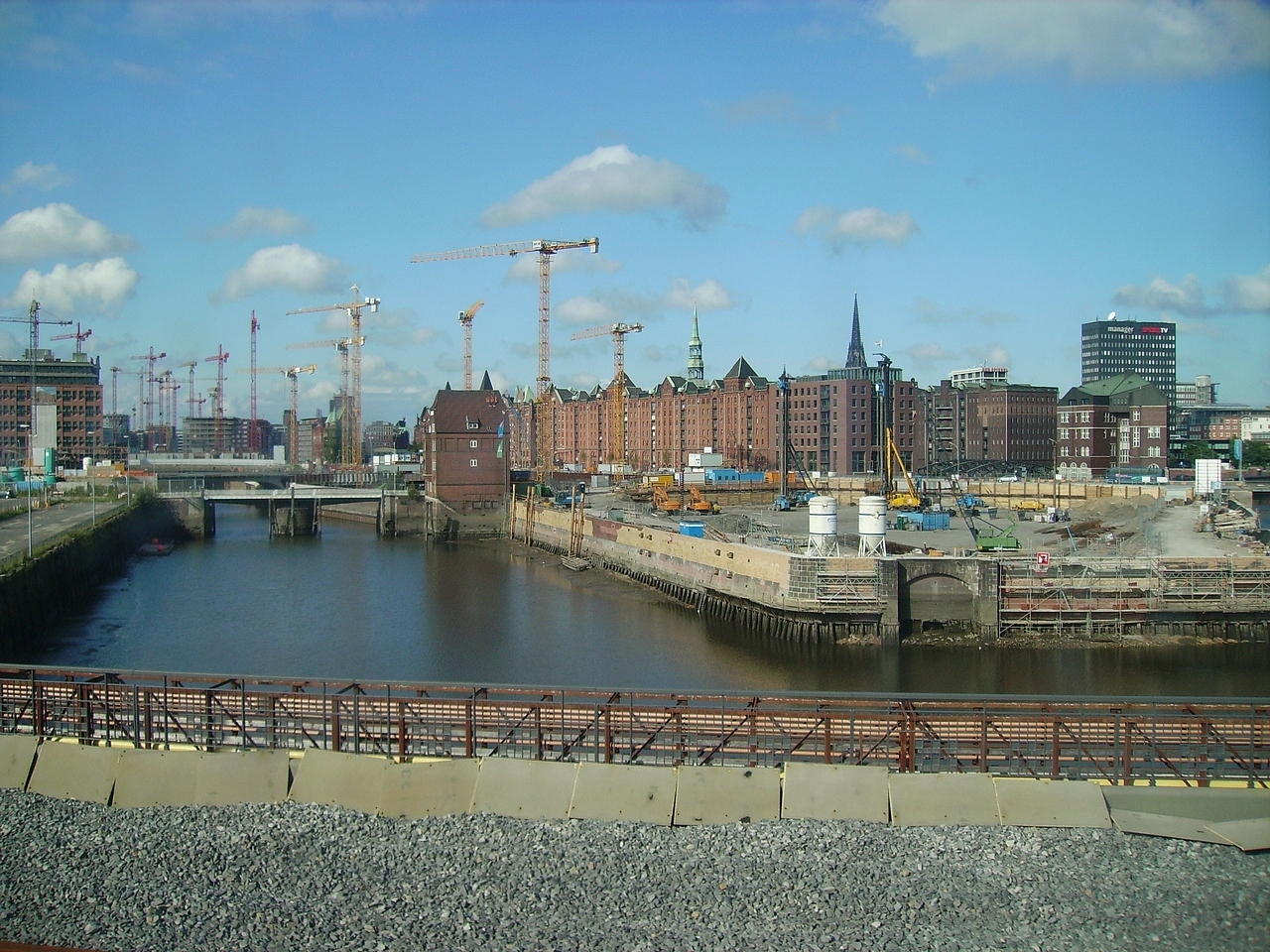
Ericusspitze von der Oberhafenbrücke aus gesehen, vorbereitende Bauarbeiten 2008

- Gebäude der Spiegel-Gruppe Ericusspitze, 30.000 Quadratmeter BGF, Henning Larsen Architects Kopenhagen, Bau zwischen 2008 und 2011. Hier sind die Hamburger Redaktionen von Der Spiegel, Spiegel TV, Spiegel Online und dem Manager Magazin zusammengeführt worden.
- Ericus-Contor mit 20.000 m² BGF, Henning Larsen Architects Kopenhagen, Fertigstellung 2011
- Die Shanghaibrücke verbindet die beiden Ufer des Brooktorhafens, 2006 fertiggestellt

### Elbtorquartier

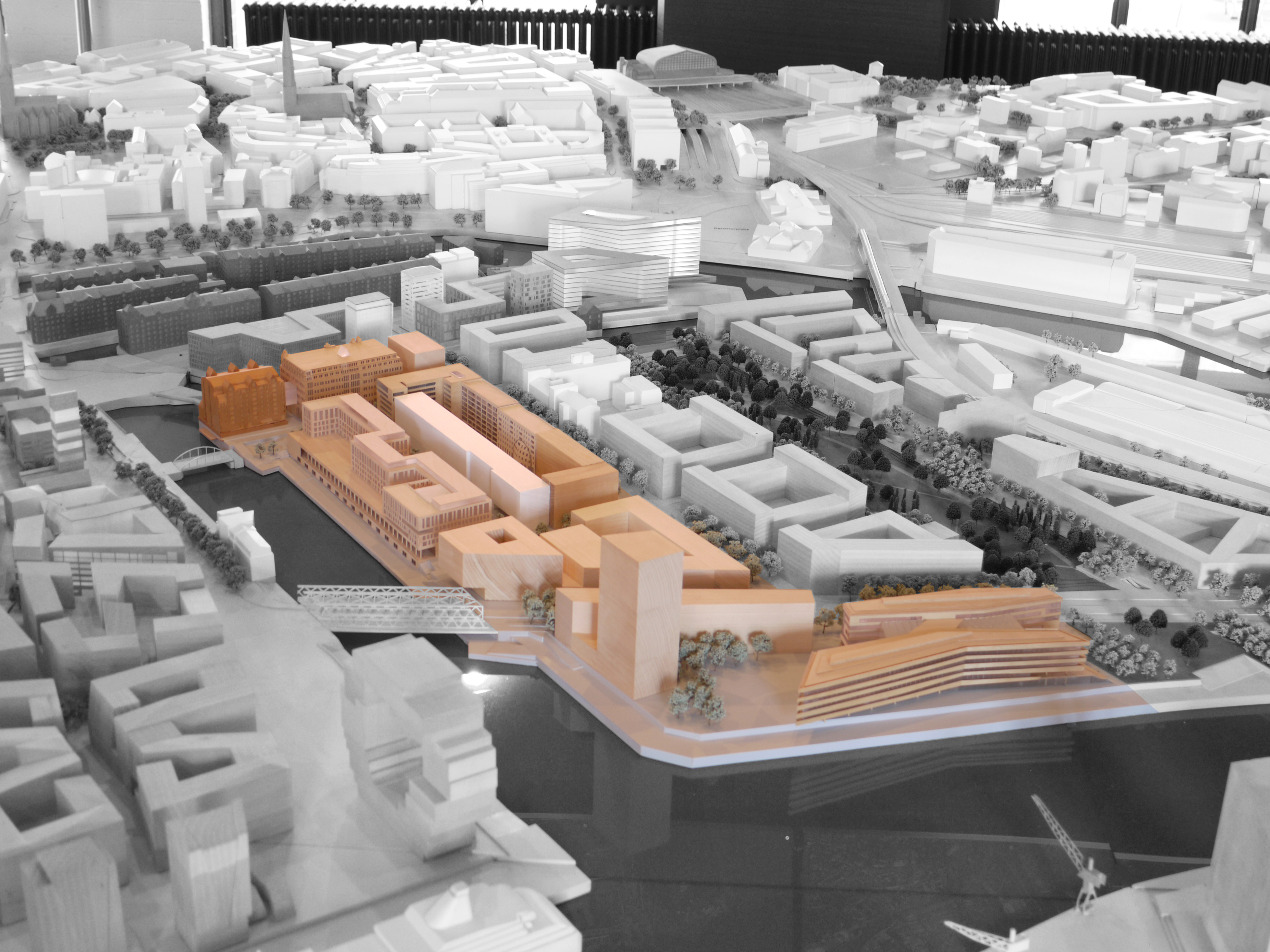
Quartier Elbtorquartier

Das Elbtorquartier ist mit dem Bebauungsplan HafenCity 6 ausgewiesen. Es liegt östlich des Magdeburger Hafens zwischen Brooktorhafen und dem Mündungsbereich des Baakenhafens in die Norderelbe, im Osten wird es durch die Shanghai-Allee zum Quartier Lohseplatz abgegrenzt. Das Gelände war insbesondere mit Sammelschuppen zum Sortieren von Gütern vor dem Weitertransport belegt. Im Rahmen der HafenCity-Planungen wurde es bis 2009 als Quartier unter dem Namen Magdeburger Hafen geführt.
Herausragendes Projekt ist der Bau der HafenCity Universität Hamburg (HCU) zwischen Übersee-Allee und Baakenhafen. Hier wurden die bisher im Stadtgebiet verteilten Fachbereiche Architektur, Bauingenieurwesen, Geomatik und Stadtplanung in einem Gebäude zusammengefasst. Baubeginn war Ende 2009.
Zwischen 2013 und 2014 wurden die Elbarkaden mit der Greenpeace Deutschlandzentrale, dem desigxnport hamburg und rund 90 Wohnungen fertiggestellt. Prägendes Element für das Erscheinungsbild des Gebäudekörpers ist die sich zum Wasser hin öffnende Stadtloggia.
Weitere Projekte des Elbtorquartiers befinden sich noch im Planungsstadium:
- Stadthaushotel als integratives Hotel von Menschen mit Behinderungen, Träger ist der Verein jugend hilft jugend e. V.
- Ökumenisches Forum Brücke in dem insgesamt 21 christliche Kirchen ein Gemeinschaftsprojekt tragen, bestehend aus einer Kapelle, einem Foyer mit Informationsangeboten, Seminarräumen und einem Café. (Seit 2008 stand Besuchern eine circa 50 m² große provisorische Kapelle am Großen Grasbrook offen.) Der Verein Brücke – Ökumenisches Forum HafenCity besteht aus der evangelisch-lutherischen Landeskirche, der römisch-katholischen Kirche, der alt-katholischen Kirche, der evangelisch-reformierten Kirche, evangelischen Freikirchen wie den Baptisten und Mennoniten und Gemeinden der Anglikanischen und mehrerer Orthodoxer Kirchen[49]

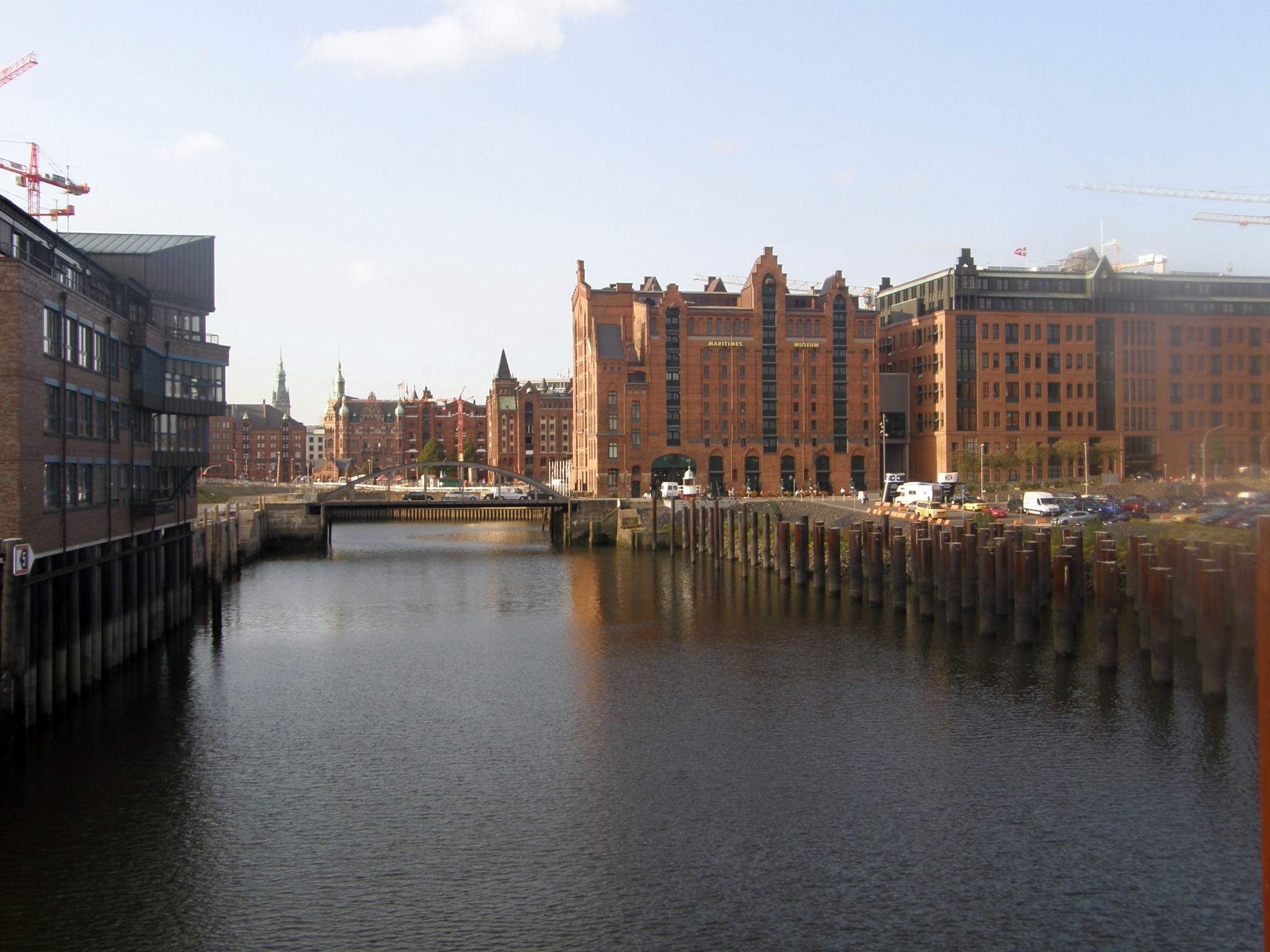
Magdeburger Hafen mit Kaispeicher B, rechts Pfähle eines abgebrochenen Kühlhauses, September 2008

Bereits fertiggestellt sind die erhaltenen Speicherbauten am Übergangsbereich Magdeburger Hafen / Brooktorhafen:
- Der Kaispeicher B, ältester noch existierender Speicher aus dem Jahr 1879, wurde umfassend saniert und seit Sommer 2008 mit dem Maritimen Museum belegt
- Gebrüder Heinemann, Speichergebäude in direkter Nachbarschaft des Kaispeicher B aus dem Jahr 1978, wurde 2008 zum Hauptsitz des Unternehmens umgebaut

Der öffentliche Raum soll insbesondere durch die bereits fertiggestellte Museumsbrücke über den Brooktorhafen (Architekt: Dietmar Feichtinger, Ingenieure: WTM Engineers) und die Passage durch den Kaispeicher B auf den, von der katalanischen Architektin Beth Galí gestalteten, Museumsplatz mit der noch nicht realisierten Promenade am Magdeburger Hafen bestimmt werden.

### Am Lohsepark

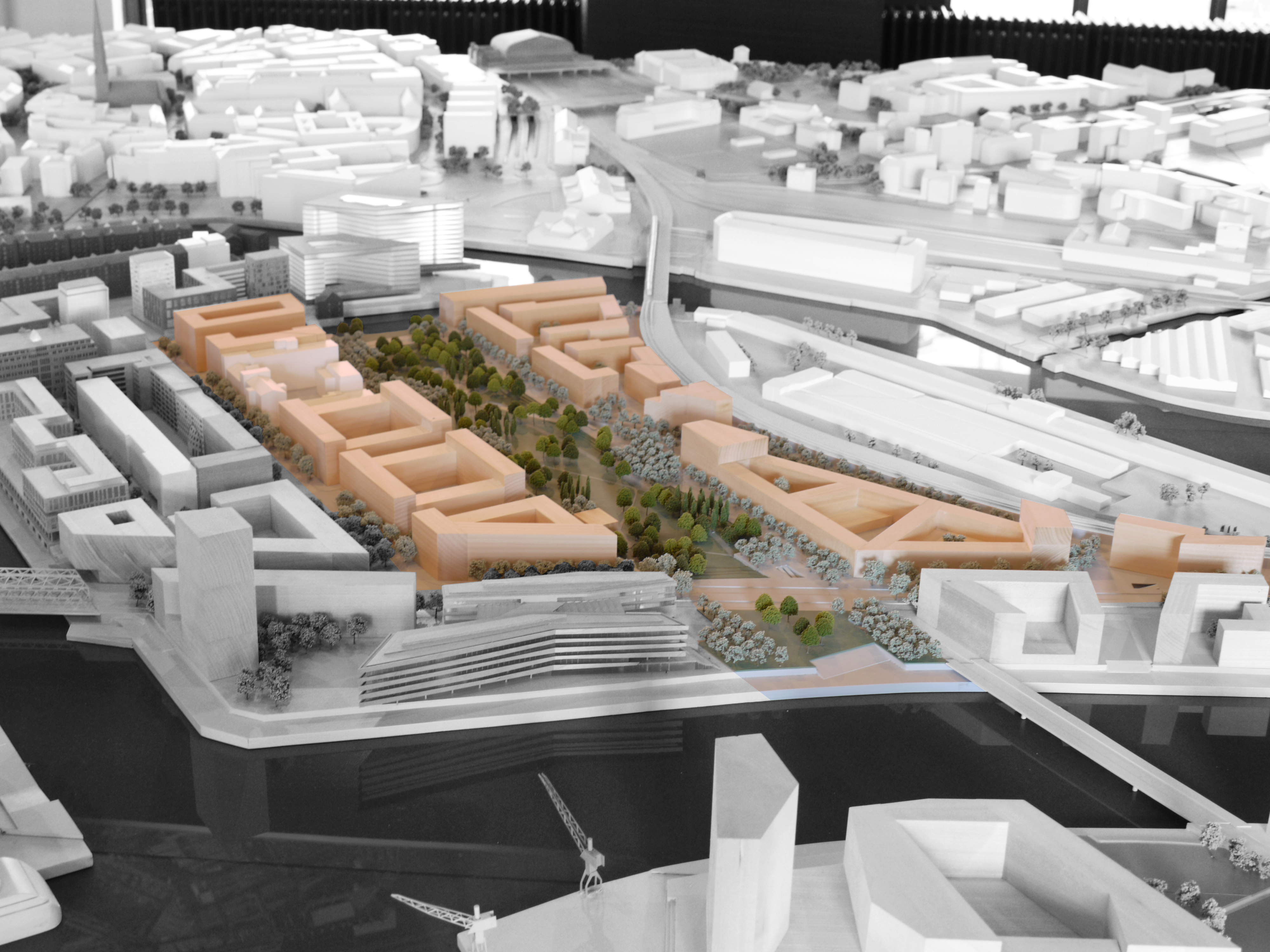
Quartier Am Lohsepark

Das Quartier Am Lohsepark liegt östlich des Elbtorquartiers zwischen Shanghaiallee und der Bahntrasse, die zu den Elbbrücken führt, und zieht sich ebenfalls vom Brooktorhafen bis zum Baakenhafen. Dieses Gelände war dominiert von dem Hannoverschen Bahnhof am Lohseplatz, der bis 1955 als Hafengüterbahnhof diente. Westlich des Lohseplatzes lag die Hartgummifabrik des Unternehmers Heinrich Christian Meyer, in der insbesondere Spazierstöcke hergestellt wurden. Der als Pionier der Industrialisierung in Hamburg geltende Unternehmer wurde gerne Stockmeyer genannt, die anliegende Straße hat daher ihren Namen. Die Fabrikgebäude sind als saniertes historisches Ensemble erhalten, es beherbergt seit April 2008 die private Autosammlung Prototyp und die Funk und TV Akademie Hamburg GmbH.
Das gesamte weitere Areal befindet sich im Planungsstadium. Auf dieser Fläche wurde 2016 eine 3,5 Hektar große Parkanlage, der Lohsepark, eröffnet. Integriert werden soll ein Gedenkort für die über 8000 Menschen, die zwischen 1940 und 1945 vom Hannoverschen Bahnhof aus in Konzentrations- und Vernichtungslager deportiert wurden. Dieser Ort, inmitten der Hafenindustrie und dennoch stadtnah, wurde während des Nationalsozialismus zum pragmatischen Sammelplatz. Die erste Aktion wurde am 16. Mai 1940 durchgeführt, Kommandos der Kriminalpolizei nahmen etwa 550 Sinti und Roma in Hamburg fest, zudem weitere 200 Menschen aus Schleswig-Holstein und 160 Menschen aus Bremen. Sie wurden vier Tage lang im Fruchtschuppen 10 am nahegelegenen Magdeburger Hafen interniert. Am 20. Mai 1940 wurden sie vom Hafenbahnhof aus in das Vernichtungslager Bełżec im Südosten Polens verschleppt. In den folgenden Jahren gingen von hier mindestens zwanzig Deportationszüge aus, mit denen 7112 Juden, Roma und Sinti in das KZ Theresienstadt, das Ghetto Litzmannstadt, das Ghetto Minsk, das Ghetto Riga und in die Lager von Auschwitz deportiert wurden.
Nachdem dieser Ort in der Nachkriegszeit, spätestens nach dem Abriss des Hannoverschen Bahnhofs 1955, jahrelang in Vergessenheit geraten war, wird er seit 2008, nach Intervention verschiedener Institutionen, bei den Bauvorhaben der HafenCity berücksichtigt. So entstehen auf dem Gelände, das als Lohsepark gestaltet wurde, der Gedenkort „denk.mal Hannoverscher Bahnhof“ sowie ein Ausstellungsraum.

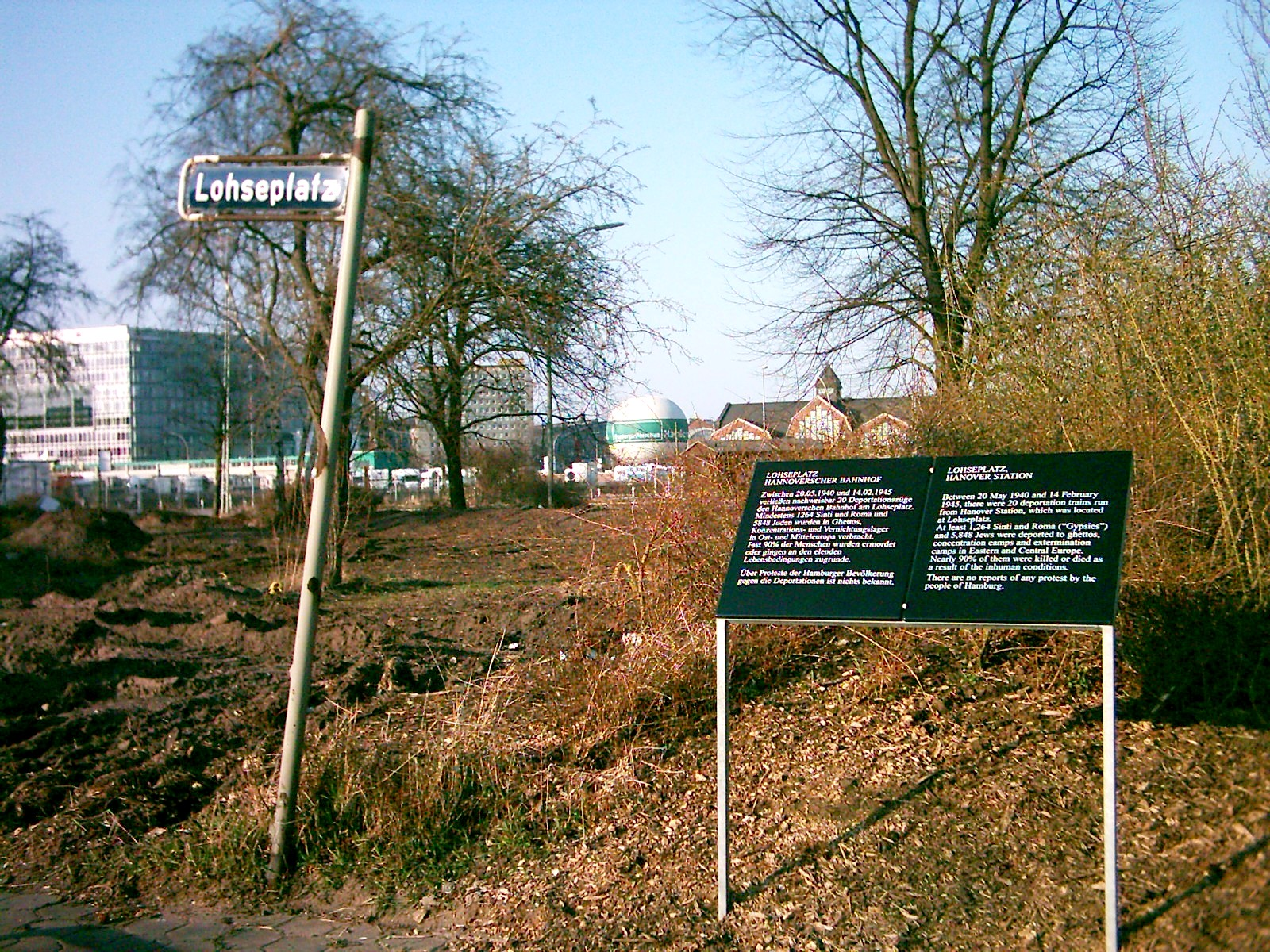
Der Lohseplatz mit der Gedenktafel im Jahr 2007
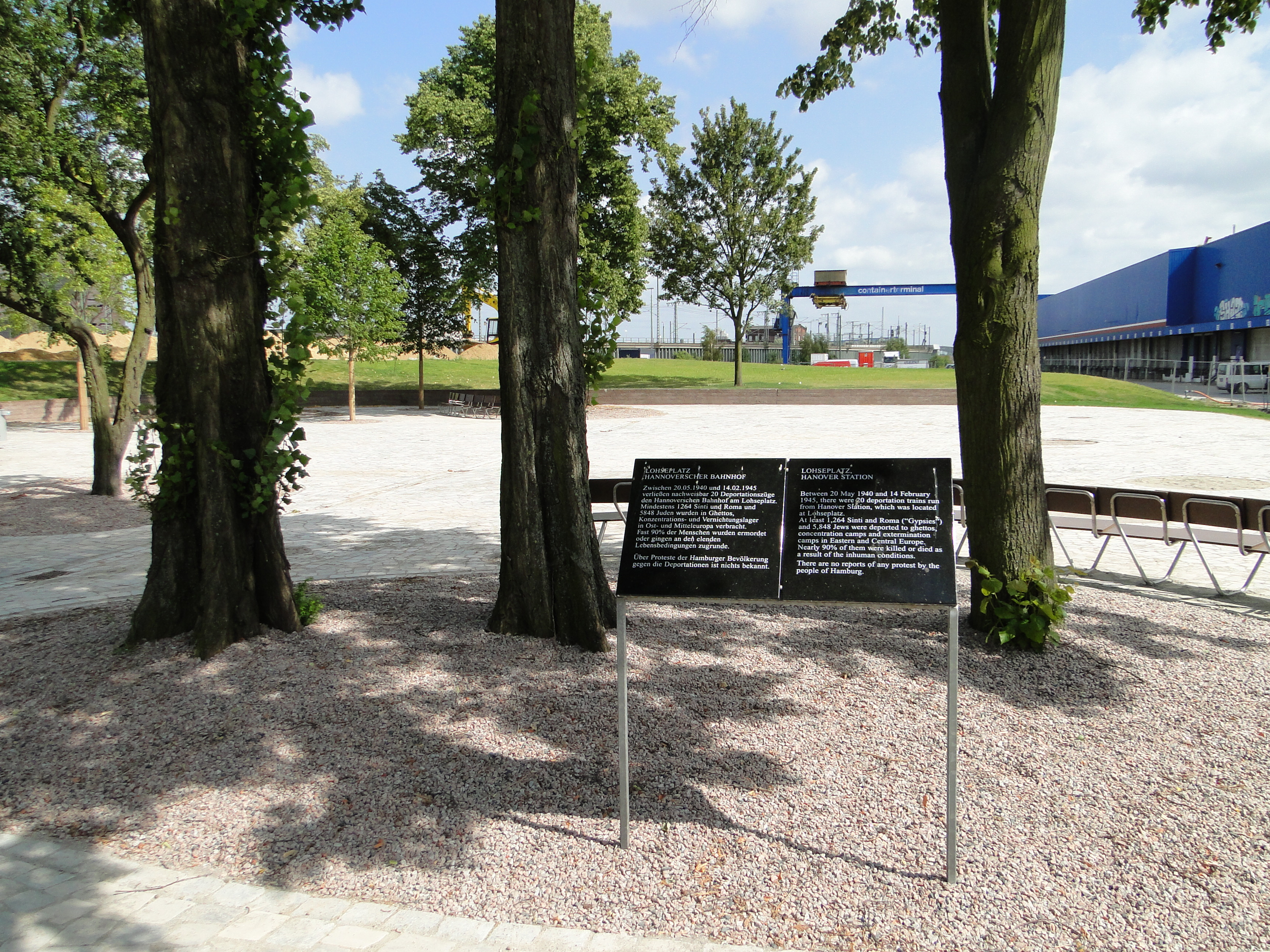
Der Lohseplatz mit der Gedenktafel im Jahr 2013

### Oberhafen

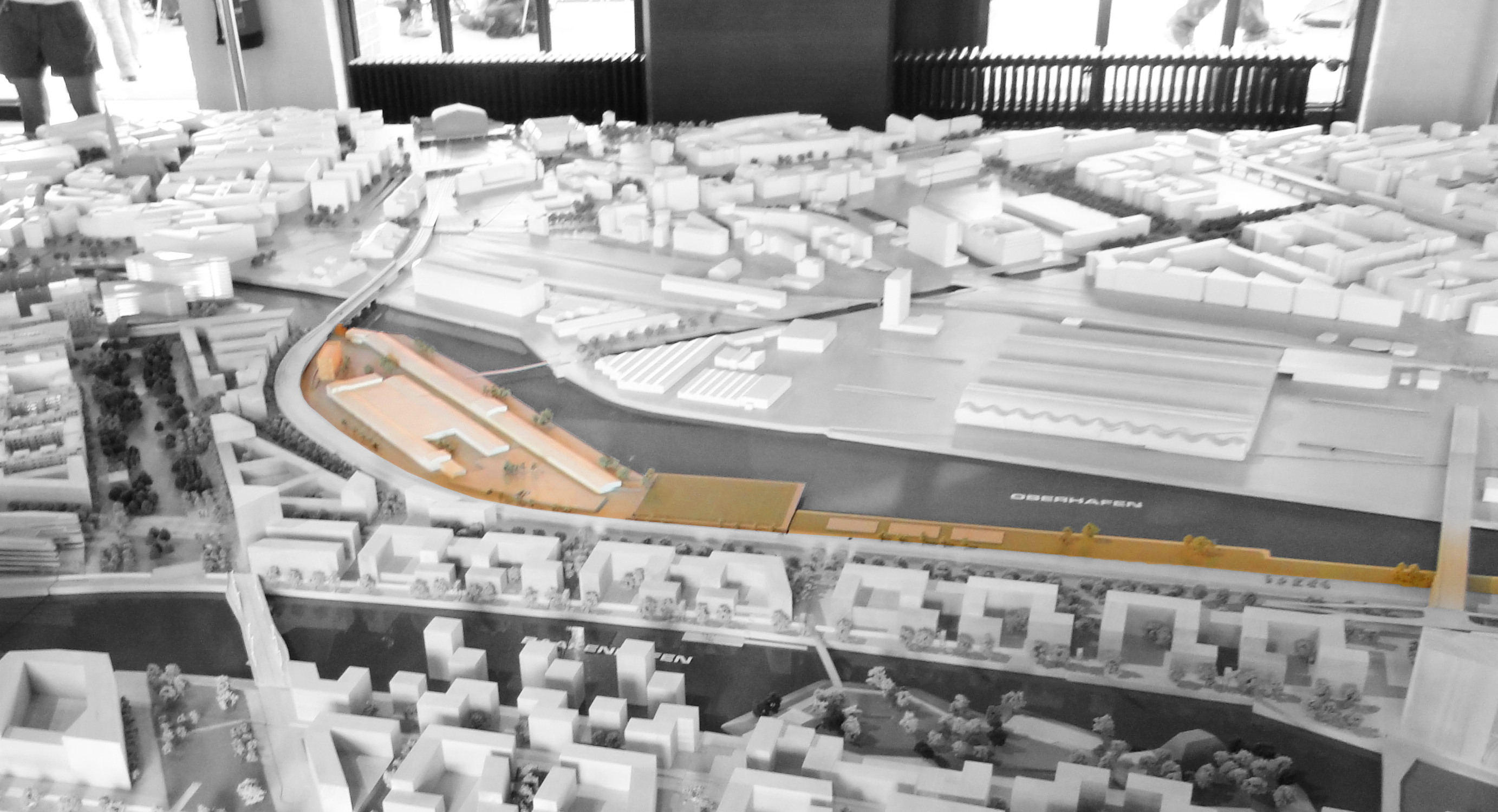
Quartier Oberhafen

Das zwischen Bahntrasse und Oberhafen gelegene Quartier soll mit einer Anknüpfung an Hamburgs Kulturmeile bei den Deichtorhallen angelegt werden. Zudem sind hier einige Sport- sowie Tennisplätze in Planung.

### Baakenhafen

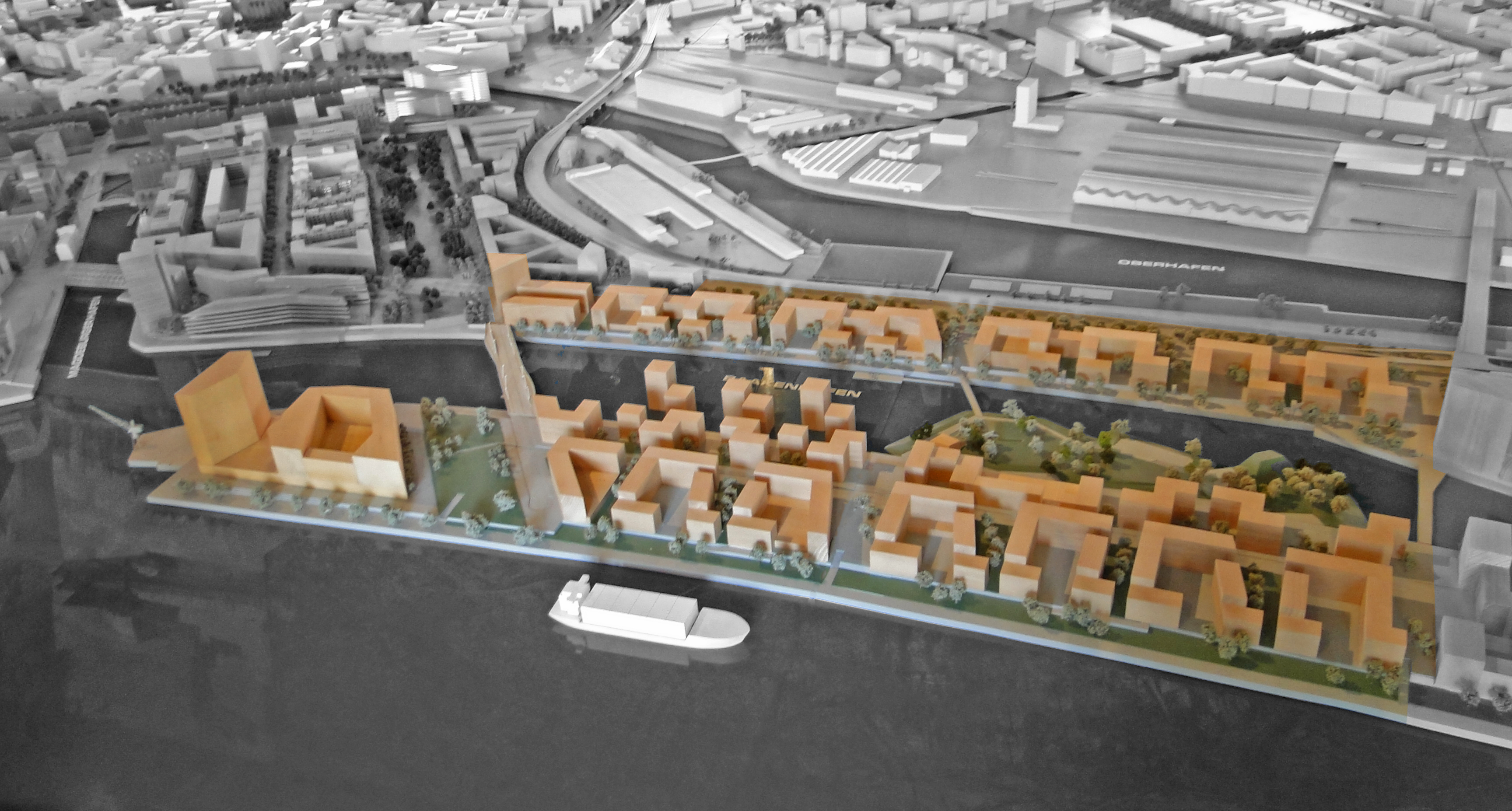
Quartier Baakenhafen

Aufgegliedert in ein nördliches und ein südliches Areal, das hauptsächlich zur Wohnbebauung ausgeschrieben ist. Das Quartier befindet sich am gleichnamigen Baakenhafen und bildet gleichzeitig die südliche Grenze der HafenCity.

### Elbbrückenquartier

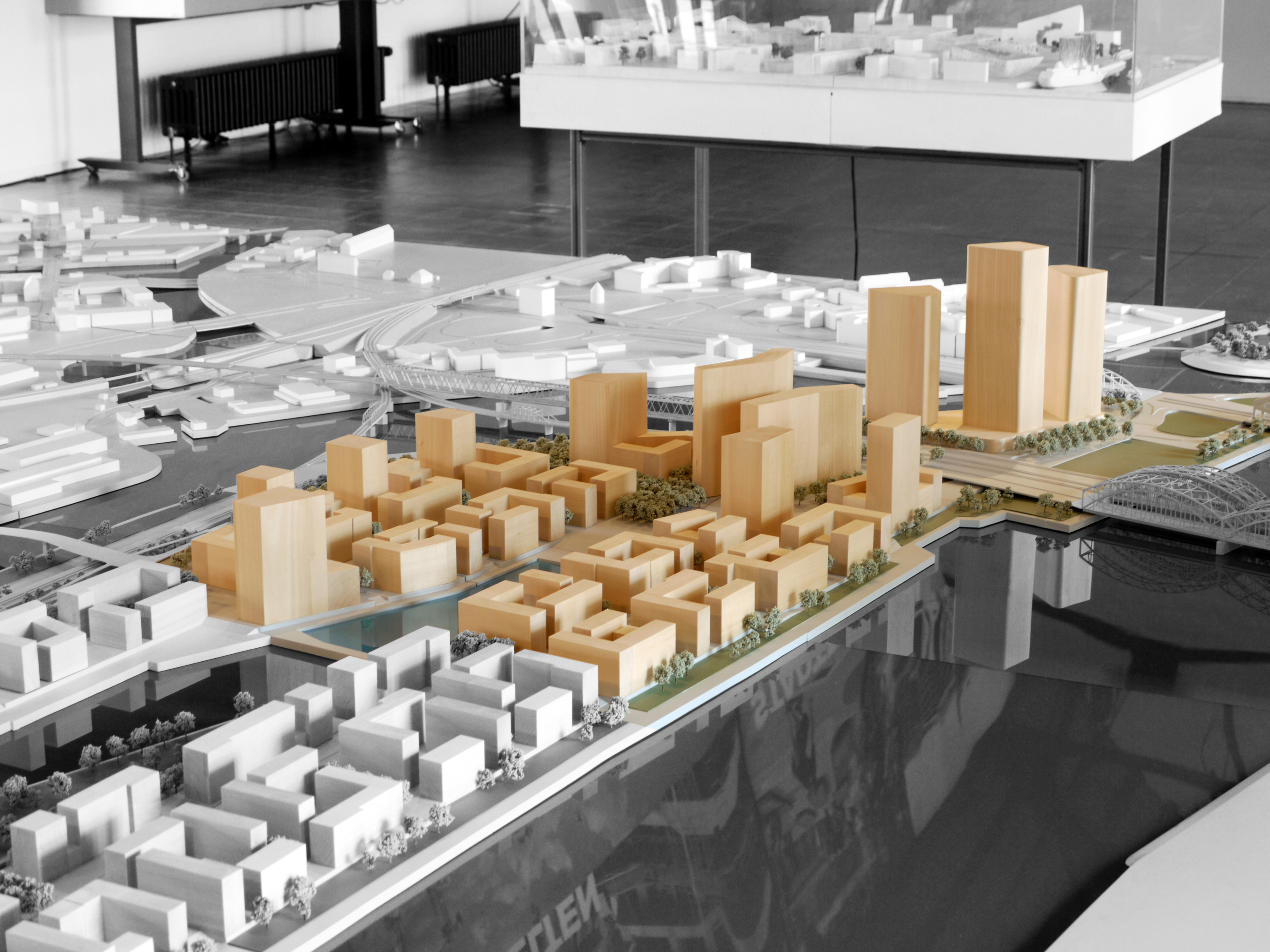
Quartier Elbbrücken

Das Quartier Elbbrücken wird als zweites urbanes Zentrum der HafenCity mit den Nutzungsschwerpunkten Wohnen, Gewerbe und Hotellerie entwickelt. Die Bebauung wird überwiegend aus Hochhäusern bestehen, wobei der Elbtower mit 245 m das höchste konventionelle Gebäude Hamburgs werden soll. Den zentralen Platz des Quartiers wird der im Juni 2021 eröffnete Amerigo-Vespucci-Platz bilden. Das Quartier ist mit dem S- und U-Bahnhof Elbbrücken an den ÖPNV angebunden.

## Verkehrsanbindung

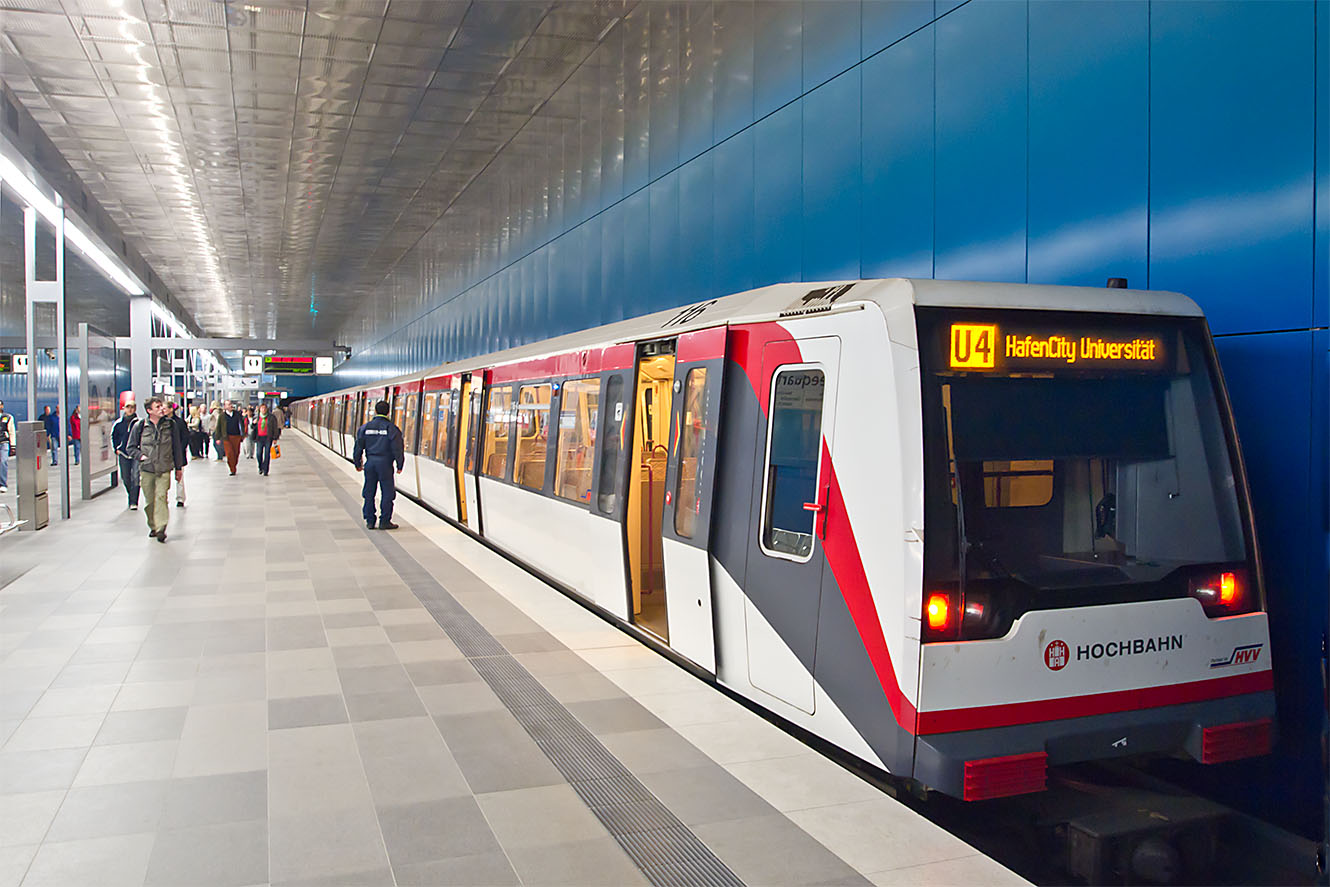
U-Bahnhof Überseequartier, Linie U4

### Öffentlicher Personennahverkehr

#### U-Bahn
Das erste Teilstück der ab 2007 gebauten U-Bahn-Strecke der Linie U4 wurde am 29. November 2012 dem Verkehr übergeben. Am Jungfernstieg beginnt die Neubaustrecke der U4. Die beiden Tunnelröhren führen zunächst in Richtung Nordwesten aus dem bestehenden Bahnhof, beschreiben eine große Kurve durch die Neustadt (allerdings ohne Haltestellen) und erreichen die HafenCity von Westen her an der Elbphilharmonie vorbei. Östlich entstanden zwei Tunnel-Stationen, die U-Bahnhöfe Überseequartier und HafenCity Universität. Die Verlängerung zur Station Elbbrücken wurde am 6. Dezember 2018 eröffnet. Die U-Bahn-Linie U4 verkehrt tagsüber im 10-Minuten-Takt, in den Nächten vor Samstagen, Sonntagen und Feiertagen wird durchgehend im 20-Minuten-Takt gefahren.

Eine weitere Verlängerung über die Norderelbe nach Süden zum Kleinen Grasbrook ist geplant, die eventuell Richtung Wilhelmsburg weitergeführt werden soll. Die geplante Anbindung durch eine wesentlich kostengünstigere Stadtbahn an der Straßenoberfläche wurde nach Wechsel der hamburgischen Landesregierung ebenfalls verworfen.
In der Nähe der HafenCity bzw. Speicherstadt liegen die U-Bahn-Stationen Baumwall der Linie U3 und Meßberg der U1.

#### S-Bahn
Am Ostrand der HafenCity wurde an der bestehenden Strecke der Harburger S-Bahn nördlich der Norderelbbrücke die S-Bahn-Station Elbbrücken ergänzt. Die Linien S3 und S5 bieten hier eine Umsteigemöglichkeit zur U-Bahn-Linie U4. Die Station ist seit dem 15. Dezember 2019 in Betrieb.

#### Buslinien
Die Buslinie 111 (Bf. Altona – St. Pauli – U+S Landungsbrücken – U Baumwall – HafenCity) wurde im Dezember 2012 eingerichtet. Inzwischen wurde sie ostwärts von der ersten Endhaltestelle am U-Bahnhof HafenCity Universität zunächst bis zum Baakenhöft und dann weiter über Baakenallee und Kirchenpauerkai zur neuen Endhaltestelle westlich des U- und S-Bahnhofs Elbbrücken auf der Baakenwerder Straße (die Rückfahrt in den Westen führt über die Versmannstraße) verlängert. Dadurch werden alle Quartiere der HafenCity außer Oberhafen durch die Linie 111 erschlossen.
Der nördliche Bereich der HafenCity wird durch die Metrobuslinie 2 (Schenefeld – Lurup – Bahrenfeld – Ottensen – Bf. Altona – Fischmarkt – U+S Landungsbrücken – U Baumwall – U Steinstraße – Hauptbahnhof/ZOB – U+S Berliner Tor) im 10-Minuten-Takt über Am Sandtorkai und Brooktorkai erschlossen. Auf dieser Linie werden auch nachts Fahrten im 20-Minuten-Takt durchgeführt.
Ab 25. April wird die bereits bestehende Metrobuslinie 4 werktags (mo–sa) tagsüber zwischen 9 und 21 Uhr von der bisherigen Endhaltestelle in der Altstadt (Brandstwiete) in die HafenCity (Überseequartier) verlängert. Montags bis freitags wird dabei bis 20 Uhr im 5-Minuten-Takt gefahren.
In den Nächten vor Werktagen, wenn die U-Bahn-Linie U4 nicht verkehrt, bedient die Nachtbuslinie 602 die Quartiere der HafenCity (außer Baakenhafen und Elbbrücken) im Stundentakt.

#### Hafenschiffsanbindung
Die Schiffslinie 62 (Finkenwerder – St.-Pauli-Landungsbrücken) der HADAG wurde im Jahr 2002 bis zum Anleger Sandtorhöft, an der Spitze des Sandtorkais, verlängert. Ende 2012 wurde die Linie 62 wieder zu den St.-Pauli-Landungsbrücken zurückgenommen und eine neue Linie 72 (St.-Pauli-Landungsbrücken – Elbphilharmonie) eingerichtet, die den neuen Anleger Elbphilharmonie bedient. Eine weitere Verlängerung der Linie ist geplant. So sollen Anleger am Strandkai und am Vorplatz der HafenCity-Universität errichtet werden.

### Individualverkehr

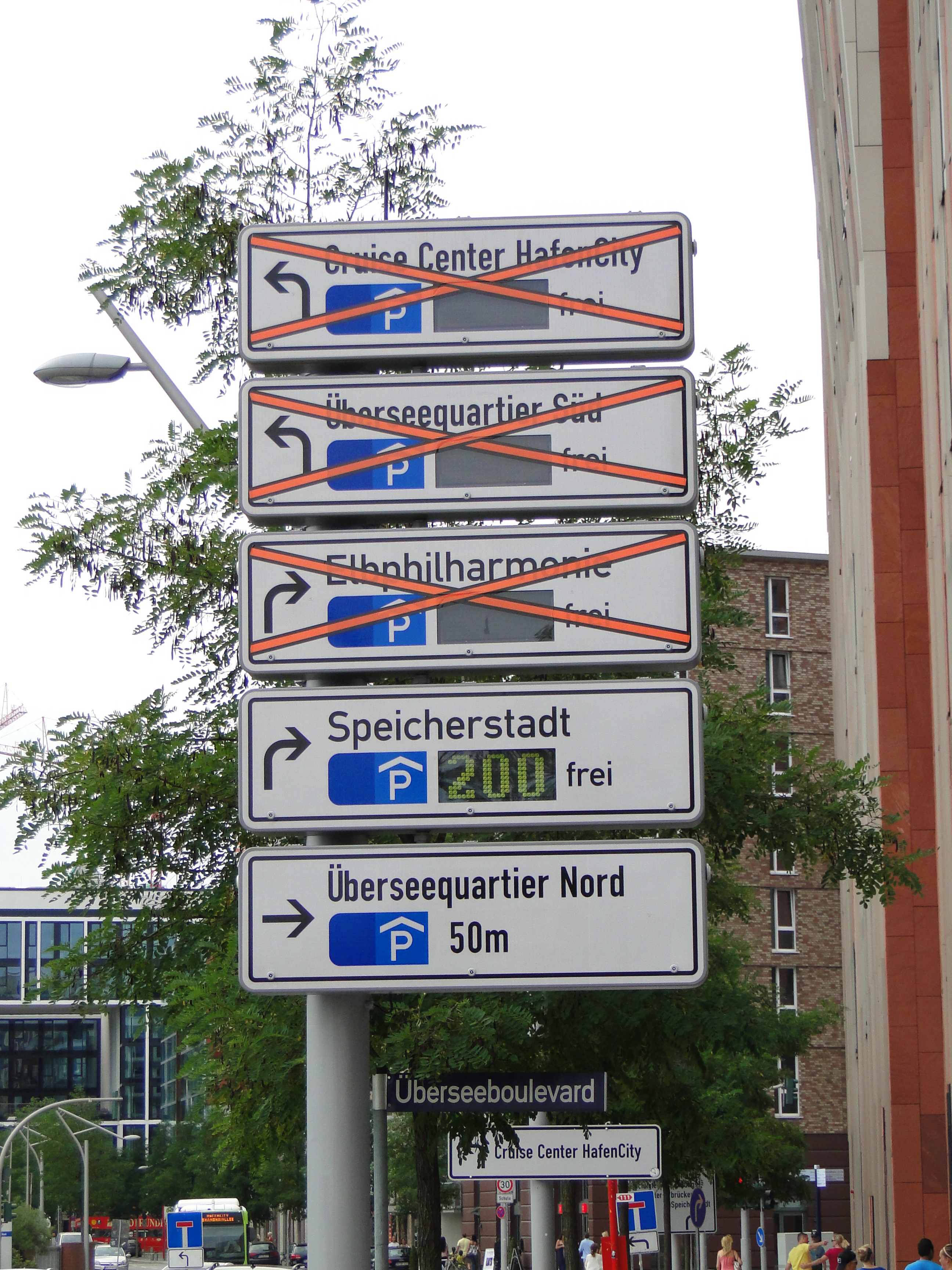
Verkehrsleitsystem der HafenCity

Für den Individualverkehr besteht im östlichen Teil der HafenCity ein direkter Zugang zu den Neuen Elbbrücken mit Anschluss an die B 75 und B 4, sowie A 255 bzw. im weiteren Verlauf an die A 252, A 1 und A 7 (Richtung Süden) sowie A 39. Der Nordteil der HafenCity ist über mehrere Straßen direkt an die Altstadt sowie Neustadt angebunden.
Bei der Planung wurden viele Flächen und Wege als Fußgängerbereich geplant, sodass viele von ihnen abseits der Straßen, direkt am Wasser entlangführen und Straßen unterqueren. Auf mehreren Straßen befinden sich Radfahrstreifen.

## Bevölkerung
Die Bevölkerung der HafenCity setzt sich wie folgt zusammen (Daten des Statistikamts Nord, Stand Dezember 2023):
- Gesamtbevölkerung: 7.362 Personen
- Minderjährigenquote: 20,9 %, liegt über dem Hamburger Durchschnitt von 16,8 %.
- Anteil der Haushalte mit Kindern: 27,1 %, liegt deutlich über dem Hamburger Durchschnitt von 17,8 %.
- Altenquote (65-Jährige und Ältere): 9,4 %, liegt deutlich unter dem Hamburger Durchschnitt von 17,8 %.
- Ausländeranteil: 14,7 %, liegt unter dem Hamburger Durchschnitt von 20,7 %.
- Anteil von Leistungsempfängern nach SGBII (Bürgergeld): 5,2 %, liegt außerordentlich deutlich unter dem Hamburger Durchschnitt von 10,0 %
- Arbeitslosenquote: 3,9 %, liegt sehr deutlich unter dem Hamburger Durchschnitt von 6,2 %.[29]

Die HafenCity zählt zu den wohlhabendsten Hamburger Stadtteilen. Das durchschnittliche Jahreseinkommen je Steuerpflichtigen betrug hier im Jahr 2020 etwa 88.572 Euro und lag deutlich über dem Hamburger Durchschnitt (48.035 Euro).

## Politik
Bei Wahlen zur Bürgerschaft gehört die HafenCity zum Wahlkreis Hamburg-Mitte.
Seit Gründung des Stadtteils HafenCity führten die Bürgerschaftswahlen im Stadtteil zu folgenden Ergebnissen:
| Bürgerschaftswahl | SPD    | Grüne 1 | CDU    | Linke  | AfD    | FDP    | Übrige |
| ----------------- | ------ | ------- | ------ | ------ | ------ | ------ | ------ |
| 2025              | 28,5 % | 23,2 %  | 22,4 % | 08,9 % | 05,0 % | 04,9 % | 07,1 % |
| 2020              | 32,3 % | 28,1 %  | 13,4 % | 05,6 % | 03,8 % | 11,6 % | 05,2 % |
| 2015              | 43,4 % | 09,9 %  | 15,5 % | 04,6 % | 04,1 % | 20,6 % | 01,9 % |
| 2011              | 39,7 % | 12,0 %  | 27,1 % | 01,1 % | –      | 16,0 % | 04,1 % |
| 2008              | 15,7 % | 12,2 %  | 61,6 % | 00,4 % | –      | 09,8 % | 00,3 % |

Für die Wahlergebnisse des früheren Stadtteils Klostertor, siehe den entsprechenden Artikel.

## Sport
Im Sommer 2008 wurde der HafenCity, Alt- und Neustadt Sport, Störtebeker Sportverein kurz Störtebeker SV gegründet, dessen Fußballabteilung 2014/15 in der Hamburger Kreisliga 4 spielt.
Seit 15. Juni 2014 hat der neu gegründete Sportverein Parkour Creation e. V. seinen Sitz im Oberhafenquartier der Hafencity. Der Parkour Creation e. V. eröffnet im Jahr 2016 eine Turn- und Bewegungshalle für Kinder, Jugendliche und Erwachsene, speziell für die Sportarten Parkour und Freerunning. Unter dem Namen DIE HALLE – Parkour Creation Center Oberhafen sollen auch Kursangebote für Breakdance, Capoeira und Tricking angeboten werden.

## Überflutungsgefahr

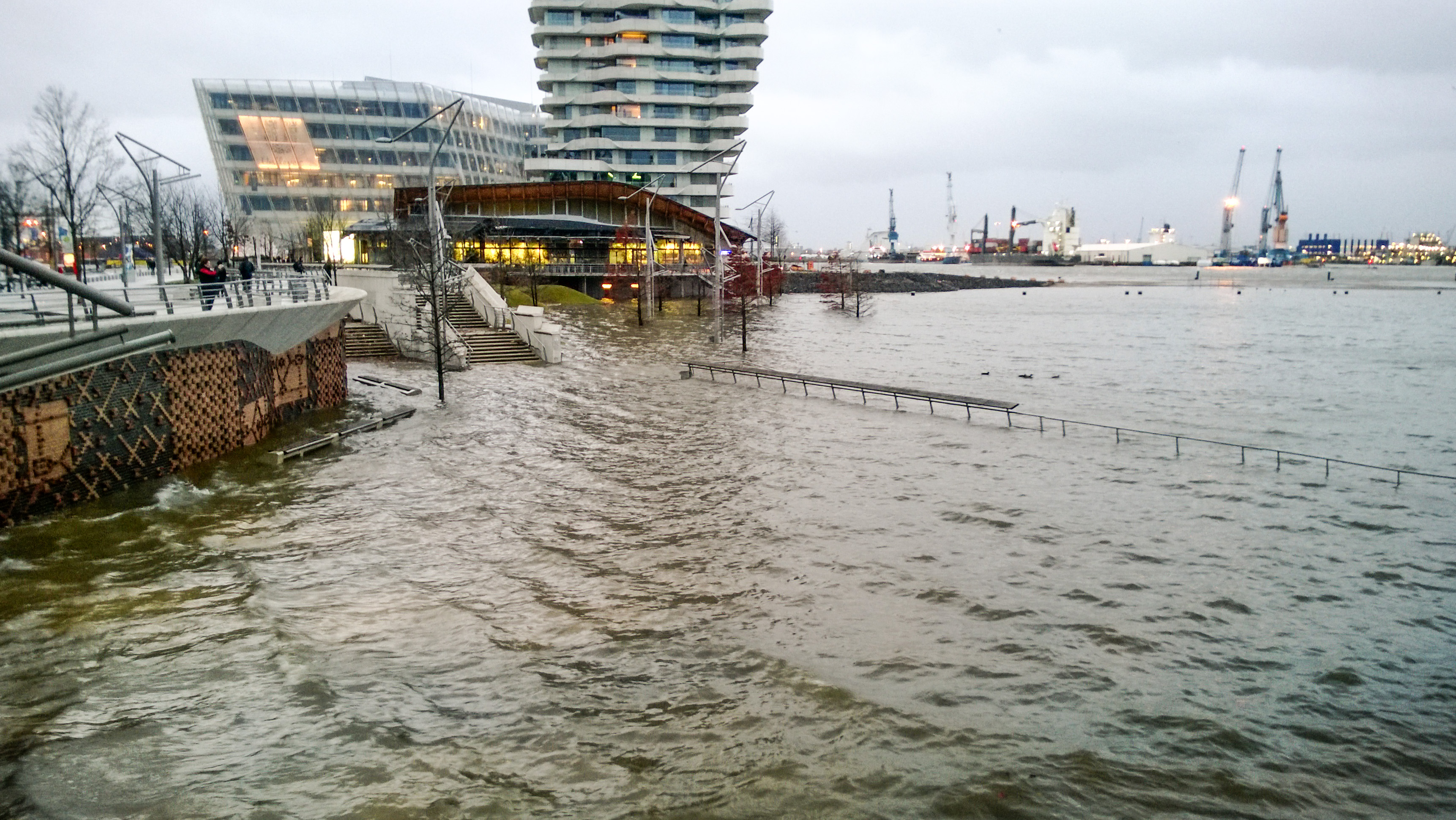
Überflutete Marco-Polo-Terrassen, Dezember 2013. Links im Bild die hochwassergeschützte Straßenebene

Das Baugelände der HafenCity hat eine Höhe von 4,4 bis 7,2 m ü. NHN, damit besteht die Gefahr der Überflutung bei starken Sturmfluten. Bei der Planung ist bewusst entschieden worden, das Gelände samt Speicherstadt nicht einzudeichen, sondern den offenen Charakter der Hafenbecken zur Elbe beizubehalten. Es sind daher an den einzelnen Grundstücken und Bauten Flutschutzmaßnahmen vorgesehen: In einem Warftenkonzept werden Aufschüttungen bis 7,5 m ü. NHN durchgeführt, andere Gebäude werden so errichtet, dass das Erdgeschoss als Tiefgarage genutzt wird. Von den Eigentümern der Gebäude sind Flutschutzbeauftragte zu bestellen. Die Verordnung zum Schutz vor Sturmfluten im Gebiet der HafenCity gibt allgemein gültige Regelungen für den Bau, die Nutzung und die Verteidigung von Grundstücken und Gebäuden.
Zur Evakuierung des Geländes im Sturmflutfall ist z. B. die lange und hoch liegende Kibbelstegbrücke durch die historische Speicherstadt bis hinter die Deichlinie der Hamburger Innenstadt errichtet worden.